# Bell Ville
Bell Ville es una ciudad argentina, cabecera del departamento Unión, en el sudeste de la provincia de Córdoba. El lugar fue sucesivamente estancia, aldea, posta, fuerte militar, aduana de fiscalización y control, villa y ciudad, siendo propuesta en 1866 para capital de la República Argentina. 
En el lugar donde hoy se asienta la ciudad murió un fraile en circunstancias desconocidas, sin que haya trascendido su nombre o congregación religiosa, por lo cual el lugar fue llamado en un principio Fraile Muerto. 
Se encuentra ubicada en la Pampa húmeda, a orillas del río Ctalamochita o Tercero, en el km 500 de la RN 9 en el cruce de esta con la RP3. La cruza el importante ramal ferroviario del Ferrocarril General Bartolomé Mitre de trocha ancha, que une a la ciudad de Córdoba con la de Buenos Aires, pasando por Rosario. Su posición es equidistante de las dos ciudades más importantes de la RN9, pues está a 200 km al sudeste de Córdoba y a 200 km al noroeste de Rosario.

## Población

### Crecimiento poblacional
Cuenta con 38 000 habitantes (Indec, 2022), lo que representa un incremento del 22% frente a los 34 439 habitantes (Indec, 2010) del censo anterior.
| Gráfica de evolución demográfica de Bell Ville entre 1676 y 2022                        |
|                                                                                         |
| Fuente: censos 1779, 1813 , 1869, 1895, 1914, 1947, 1960, 1970, 1980, 1991, 2001 y 2010 |

### Demografía
Según el censo de 1779 la población era 1682 habitantes con 8,4 individuos por familia y estaba compuesta por españoles (57 %), mulatos (25 %), mestizos (7 %), indios (6 %) y negros (5 %). La población sufrió un gran éxodo en 1734 hacia el Pago de Areco y hacia la provincia de Buenos Aires.  Entre 1734 y 1745 el lugar estuvo escasamente poblado. En el censo de campaña de la provincia de Buenos Aires en 1744 figuran 150 familias de Córdoba, por lo que se conjetura que la población de Fraile Muerto en 1720 era al menos de 1200 habitantes. El ritmo de crecimiento se mantiene constante hasta 1815, año en que recrudecen los malones y por lo cual disminuye la población desplazándose hacia Río Cuarto y las provincias cuyanas.
A partir de 1866 llegan inmigrantes ingleses, escoceses e irlandeses debido a la proximidad de la llegada del ferrocarril, la calidad de las tierras y el bajo costo de las mismas.
El final de la guerra con Paraguay en 1868 fue beneficioso porque desde entonces, al volver al país, el ejército pudo controlar con mayor eficiencia los malones en la zona y la población aumentó progresivamente.
A partir de 1880 se produce la inmigración masiva de italianos y españoles, a través del ferrocarril. Desde 1991 y en especial luego del cierre de un importante frigorífico en 1998, la ciudad ha tenido una marcada disminución en el ritmo de crecimiento.

## Economía
Como otras ciudades de la Pampa húmeda, Bell Ville es una próspera urbe cuya economía se basa en los sectores primario y secundario, es decir en los cultivos (soja, trigo, girasol, maíz), la ganadería (vacuna) de su entorno y en la elaboración e industrialización de las materias primas agropecuarias.La industria es principalmente alimenticia y metalúrgica (fabricación de maquinaria agrícola, agro-partes, etc).                                                                                                            
El 29 de diciembre de 2000 se sancionó la Ordenanza N.º 1150/2000 por la cual se constituyó el "Polo Industrial Bell Ville" en el cual se radicaron varias industrias locales. Según el censo provincial 2008 la ciudad albergaba 172 pequeñas y medianas industrias así como también 1040 comercios. 
En 2008 la matriz económica estaba formada por Comercio 51 %, Servicios 41 % e Industria 8 %.
Por otra parte, la industria bellvillense tiene sus curiosidades: esta ciudad se atribuye la invención de la pelota sin tiento y posee 11 pequeñas y medianas empresas originadas en la confección de pelotas de fútbol, agrupadas en el Círculo Argentino de Fabricantes de Pelotas y Afines (CAFABA). La mayor de ellas tiene 30 empleados y 150 costureros.
| INDICADOR                      | CANTIDAD     | DETALLE                         | FUENTE     |
| ------------------------------ | ------------ | ------------------------------- | ---------- |
| Población                      | 34439        |                                 | CENSO 2010 |
| Viviendas                      | 12808        |                                 | CENSO 2010 |
| Hogares                        | 11290        |                                 | CENSO 2010 |
| Propietario Vivienda           | 75.7 %       |                                 | CENSO 2010 |
| Déficit Habitacional           | 24.3 %       | 2743 viviendas                  | CENSO 2010 |
| Alfabetismo                    | 98.5 %       |                                 | CENSO 2010 |
| Tasa de Desempleo              | 4.4 %        |                                 | CENSO 2008 |
| Tasa de Empleo                 | 46.5 %       |                                 | CENSO 2008 |
| Industrias                     | 172          | 44 Metalúrgicas-32 Alimenticias | CENSO 2008 |
| Comercios                      | 1040         | 20 farmacias                    | CENSO 2008 |
| Energía Eléctrica Domiciliaria | 100 %        |                                 | 2010       |
| Pavimento                      | 70 %         |                                 | 2010       |
| Telefonía Fija                 | 100 %        |                                 | 2010       |
| Agua corriente                 | 100 %        |                                 | 2010       |
| Cloacas                        | 85 %         |                                 | 2010       |
| Gas natural                    | 95 %         |                                 | 2010       |
| Electricidad urbana            | 100 %        |                                 | 2010       |
| Espacios verdes                | 16.5 m2/hab. | 570 000 m²                      | 2010       |
| Vehículos                      | 25610        | 11 200 autos, 10 200 motos      | CENSO 2008 |

## Antecedentes históricos
Fraile Muerto en un viaje de Córdoba a Buenos Aires en el año 1641 (Fragmento de la novela “Laberintos y escorpiones” de Prudencio Bustos Argañarás). 

Don Miguel de Sesé llegó a Córdoba en los primeros días de abril. Casi al mismo tiempo Don Jerónimo Luis de Cabrera le entregó el mando y partió a Buenos Aires para hacerse cargo de aquel gobierno. Yo lo seguí, un mes después conduciendo 200 hombres de guerra para el auxilio del Puerto. Al quinto día de marcha, después de vadear el Río Tercero y mientras atravesábamos un monte de chañares y espinillos, un tigre (yaguar) cebado atacó la retaguardia hiriendo gravemente a un soldado llamado Lope Quesada. Nos cruzamos con 6 indios con los cuales logramos comunicarnos y hacernos llevar a su toldería, una docena de tiendas de cuero ubicadas a orillas de un arroyo. Allí instalamos campamento. La salud de Quesada se agravaba. El cacique Litín medianamente diestro para el castellano, nos informó que a dos leguas al sur en un paraje llamado Frayle Muerto, estaba el casco de la estancia de un Español. Hacia allí nos dirigimos conducidos por el cacique. El propietario era un español de origen chileno, llamado Lorenso de Lara.

## Historia[1]
Los primeros hombres blancos en pisar la zona donde se enclava la ciudad de Bell Ville, fueron diez sobrevivientes de la expedición de Sebastián Gaboto en la primavera de 1529, al mando del oficial Francisco César (véase: Expedición de Francisco César), encontrando en el lugar el principal asiento de los litines una parcialidad de los pámpidos Het que recibían tal nombre de un cacique llamado Litín, estos eran indígenas mansos y hospitalarios que trataron a los aventureros con admiración y simpatía. Luego de permanecer en el lugar varios días, continuaron su viaje por bosques impenetrables que bordeaban el río, donde abundaban algarrobos, chañares, tasis (Araujia sericifera), molles, mistoles y piquillín. 
Según señala en su libro el Ing. Agustín Villarroel, en 1584-1585, en el lugar donde hoy se asienta la ciudad de Bell Ville, muere un fraile en circunstancias desconocidas, sin que haya trascendido su nombre o congregación religiosa, por lo cual la comarca circundante adquiere el nombre de Fraile Muerto.   
Por otra parte en 1585 sale de Córdoba una expedición al mando del General Alonso de la Cámara, acompañado por Juan de Mitre, cuyo objetivo era trazar el camino más corto entre Córdoba y Buenos Aires, colocando mojones cada cuatro leguas, que servirían de postas o dormidas, para las arrias, carretas y mensajerías, cuyo tráfico ya se había iniciado por donde se podía. Es así que, en el paraje conocido como Fraile Muerto, se plantó un mojón señalando el paso del río cuyas barrancas se desmontaron, denominándolo "El paso grande".  

### Virreinato del Perú
En el año 1650 el actual territorio argentino estaba incluido en el Virreinato del Perú. Su capital era la ciudad de Lima (35 000 habitantes), y la principal ciudad era Potosí (160 000 habitantes),que era considerada la ciudad más rica del mundo. La principal vía de comunicación, llamada Camino Real de Buenos Aires llegaba a Lima, pasando por Santa Fe, Córdoba, Santiago del Estero, Tucumán, Salta, Jujuy y, de allí, a la meca del oro y la plata, la ciudad de Potosí. En aquellos años la ciudad de Córdoba y la ciudad de Buenos Aires eran pequeñas aldeas de pocos habitantes.
Para contrarrestar el contrabando y proteger los intereses de Lima, en 1622 se creó la «aduana seca» en Córdoba. Esto obligó, a que toda mercadería en tránsito por el Virreinato tuviera que hacer escala allí. El paraje de Fraile Muerto, se convirtió en posta y Aduana de Fiscalización de los fatigados viajeros que se dirigían a Potosí y Lima, como al oeste, por Mendoza, hasta Chile.
El origen de la actual ciudad de Bell Ville se remonta a 1650 cuando a Lorenzo de Lara y Mimenza (sargento mayor de los Reales Ejércitos Coloniales, español de origen chileno) le es asignado por merced real un campo de 8 leguas cuadradas (21 598 hectáreas) y allí junto a su esposa, Marcela de Mendoza, fundan la Estancia de la Limpia Concepción de Fraile Muerto dividida en dos partes iguales a ambas márgenes del río. El casco de la estancia se encontraba en el lado sur del vado que el camino real hacía al cruzar el río Tercero.
Según el historiador Belvillense Luis Beltrán Martínez Thomas, autor del libro "Pobladores del Sudeste de Córdoba", a pocos metros del Río Tercero levantó su casa de adobe de 12 x 14 pies, justo en lo que hoy es la esquina de las calles Moreno y Sáenz Peña. Probablemente esta fue la primera construcción "no indígena" a lo largo de todo el Río Tercero-Carcarañá.
Allí se dedicó a las faenas de la granja, sembrando todo tipo de granos, árboles frutales, una viña, criando ganado vacuno, caballar, mular, porcino, ovejas, cabras y toda clase de aves de corral. En las faenas era secundado por algunos españoles que quisieron probar fortuna y de un grupo de indios litines que tomó en encomienda, a los que trataba bien y pagaba un porcentaje de lo cosechado, instruyéndolos en asuntos espirituales, ya que el matrimonio Lara era profundamente católico.
A los pocos años se formó un núcleo de población en torno a la estancia, compuesto por españoles y naturales, gobernados patriarcalmente por el sargento Lara. 
Hizo construir una capilla donde se veneraba una pequeña imagen de la Purísima Concepción mientras le llegaba otra más grande, que había encargado a un amigo en Brasil, la cual nunca llegó a destino. A menudo pasaba algún sacerdote y celebraba misa en el nuevo y único oratorio sobre el río Tercero.
Algunos años más tarde comenzó a funcionar una posta en las cercanías del casco de la estancia.
La Posta de Fraile Muerto fue descrita en un informe en 1787 preparado para el Virrey Liniers, llamado “Itinerario de Mendoza a Buenos Aires por el camino de las postas” por José Francisco de Amigorena. 
Esto decía: Consta de una habitación para el Maestro de Posta y su familia, que supera diez personas, un cuarto inmediato para correo y pasajeros. Pozo o aljibe con excelente agua. Una fuerte empalizada de troncos bien robustos, bastante altos, con un pedrero. Por afuera de la empalizada una tapia o pared alta y gruesa, de modo que, sacando el fusil entre palo y palo, se podían dirigir las balas hacia la parte superior de la tapia. Así mismo, por fuera de las paredes había un foso con agua, cuya tierra se había amontonado del lado interior del cerco, formando una loma y haciendo casi imposible escalarlo. De esta forma se podía defender con poca gente. 
Podemos agregar que según versiones no confirmadas dicha posta se encontraba en la intersección de las actuales calles Rivadavia y Córdoba, sobre el Camino Real, ochava sudeste según lo relatado en el libro “El antiguo camino real” cuyos autores son José Luis Corti y Prof. Juan González.
El cada vez más intenso movimiento de mensajerías, tropas de carretas y arrias, empezó a atraer hacia Fraile Muerto, algunos industriales, talabarteros, fabricantes de carretas, y herreros. Allí se reparaban las carretas, arrias, albardas y herraduras, camas, rayos, pértigas, mazas, ruedas, yugos y ejes de ruedas. 
Era tradicional la fiesta del 8 de diciembre día de la Inmaculada, atrayendo vecinos de una vasta región desde Mazangano y Yucat hasta La Cruz Alta con importantes eventos como espectáculos religiosos, carreras de caballos, boleadas de ñandúes y guanacos, doma de potros, asado con cuero, corderos al asador, vino carlón. Por las noches, guitarreadas, cantos, serenatas, y bailes que muchas veces terminaban en casamiento.
El olfato comercial del sargento aparece manifiesto en su testamento, de fecha 9 de noviembre de 1676, uno de los pocos documentos que se pudieron conservar como testimonio de aquella época. Dice dejar “Su casa de adobe de 12 por 14 pies, el oratorio o capilla, un numeroso ganado de caballos, vacas, burros y mulas. Hoy, en las estaciones de servicio, se carga combustible, en tiempos del sargento Lara se cambiaban los caballos o las mulas que proveían la fuerza, tanto para el transporte de cargas como de pasajeros siendo las Postas, las estaciones de servicio de aquella época. 
Según el historiador Dr. Rodolfo de Ferrari Rueda, poco después de la muerte del Sargento Mayor Don Lorenso de Lara y Mimenza ocurrida el 25 de junio de 1681 se establece en Fraile Muerto Don Francisco Sobradiel y Gallegos, respetado comerciante, estanciero e industrial de origen español. 
Don Francisco manda construir una capilla en 1694, para reemplazar al antiguo oratorio, cuya obra es realizada por Don Domingo Romo, en un predio ubicado entre las actuales calles Sáenz Peña y Tucumán, cuya puerta principal quedaba mirando al norte. Este templo fue, en 1871 transformado en escuela provincial, luego teatro y finalmente demolido en 1880. 
Alrededor del año 1700, la población era llamada por algunos viajeros “La capital de las pampas”, ya que era la población urbana más importante del Camino Real entre Córdoba y Buenos Aires y así se mantuvo hasta el año 1800, a partir del cual empiezan a surgir claramente las ciudades de Rosario y San Nicolás.  
Los indios chaqueños comienzan sus ataques esporádicos contra las poblaciones de Cruz Alta y Fraile Muerto alrededor del año 1720. En 1731 los indios del Chaco mocovíes, abipones y qoms desde el norte en un ataque sincronizado, con los aucas desde el sur, quemaron el pueblo de Cruz Alta, llevándose gran cantidad de hacienda, matando a un importante número de hombres y cautivando niños y mujeres. El fuerte de Cruz Alta construido en 1726 no alcanza para defender el pueblo. La mayoría de la población sobreviviente se trasladó a Fraile Muerto que, a pesar de haber sido también invadido, todavía resistía.
En el año 1734 las tribus confiadas en los éxitos anteriores, lanzan sus huestes a lo largo de todo el río Tercero desde el pueblo de Cruz Alta hasta la estancia de Mazangano (Hilario Ascasubi). La invasión se producía el mismo día y a la misma hora, operando en grupos pequeños, para concentrarse al norte al día siguiente con el botín obtenido.
Ahora, el último baluarte de los cristianos en la frontera sur, era el poblado de Fraile Muerto. Su comandante el sargento mayor Juan Piñero, ante la inminencia del malón, sale al encuentro de los indios con 40 milicianos enfrentando a 300 abipones y los intercepta en Acequión (Silvio Pellico), donde se entabla una cruenta batalla. Los cristianos son derrotados y la mayoría de ellos muere, siendo todos decapitados incluyendo a su jefe. Uno de los hombres consigue escapar y avisar en Fraile Muerto del próximo ataque. 
La población huye despavorida con sus mujeres y niños hacia el Pago de Areco y hacia Buenos Aires, perdiendo todos sus bienes. Los cruzalteños se refugian en el fuerte de Punta del Sauce (hoy La Carlota). Se produce el despoblamiento casi total del Curato del Río Tercero, con excepción del pueblo de Fraile Muerto que conserva algo de movimiento protegido por las milicias, con sus 150 estancias. Todo se había perdido, ganado, mulas, trigo, maderas y toda la producción zonal. El retroceso experimentado por la región de Fraile Muerto y sus aledaños del Río Tercero en el orden social, moral y económico entre 1720 y 1748 fue de grandes proporciones. En tres lustros se había perdido la labor de un siglo.

### Virreinato del Río de la Plata
El 1 de agosto de 1776 nace el Virreinato del Río de la Plata y la capital del mismo pasa a ser la ciudad de Buenos Aires.
Hay un período de estabilidad entre 1748 y 1813 en que la población de Fraile Muerto se va recuperando, llegando al censo de 1779 con 1682 habitantes. 
En 1779 el Marqués Rafael de Sobremonte manda a construir un fuerte militar en Fraile Muerto (Plaza 25 de Mayo) ante los insistentes reclamos de los vecinos requiriendo ayuda para la defensa contra los malones que asolaban la zona. A partir de 1780 Fraile Muerto estaba defendido también por el fuerte de Saladillo reconstruido ese año por el gobernador Vértiz.                                                                            

### SigloXIX
En 1824 Fraile Muerto recibe a un huésped ilustre o, por lo menos, lo será más tarde integrando una Delegación Pontificia con destino a Chile, el joven sacerdote Giovanni Maria Mastai Ferretti, quien fuera elegido Papa en 1846, y adoptara el nombre de Pío IX. La Delegación fue hospedada y servicialmente atendida. Esto habría generado gratitud, traducida en la promesa del envío de una imagen de la “Purísima Concepción”, que habría llegado a su destino en 1827 y que hoy se venera en la Iglesia de la Inmaculada Concepción.
En 1824 y como dato estadístico, las tropas acantonadas en Fraile Muerto eran de 87 efectivos, entre oficiales y soldados. 
Desde 1813 hasta 1830 la zona fue campo de batalla entre criollos y ranqueles, así como también una de las bases militares más importantes de Córdoba en los combates entre federales y unitarios.
Los cruentos enfrentamientos civiles que caracterizaron la historia nacional en gran parte del Siglo XIX, también la tuvieron como escenario. Dos muestras salientes fueron:
- En primer lugar la Batalla de Fraile Muerto, acaecida el 8 de noviembre de 1818, entre la vanguardia del ejército Auxiliar del Norte —cuyo jefe máximo era el general Manuel Belgrano— al mando del coronel Juan Bautista Bustos y los montoneros santafesinos del Brigadier General Estanislao López; Según Barbero (Cruz Alta-Tres siglos de historia), el general Manuel Belgrano permaneció cerca de 30 días en el pueblo de Fraile Muerto, entre junio y julio de 1819, cuya salud se agravaba día a día, en parte debido al esfuerzo puesto en la defensa de Cruz Alta, al lado de sus tropas, en condiciones inhumanas, humedad, frío y hambre, pero también producto de las anteriores batallas a lo largo de todo el país. Allí lo visitó el gobernador de Córdoba Dr. Manuel Antonio Castro. El General Belgrano murió un año después, en Buenos Aires, el 20 de junio de 1820.

- En segundo lugar, la existencia del caudillo local Don Felipe Álvarez, Maestro de Posta y Comandante de Armas devenido montonero. El caso de Felipe Álvarez caló hondo en los lugareños: fusilado en Mendoza junto al caudillo chileno Brigadier José Miguel Carreras por orden del Gobernador Godoy Cruz, su cabeza fue enviada a Fraile Muerto, donde se la expuso en una pica en la plaza pública hasta que el dolor familiar consiguió quebrar la intransigencia gubernamental y darle sepultura.

En 3 de febrero de 1836 se detuvo en la posta de Fraile Muerto la lujosa "Galera Federal de Rosas", de color rojo, que viajaba hacia Buenos Aires, con los restos mortales del Capitán General Don Juan Facundo Quiroga, quien había sido asesinado un año antes en Barranca Yaco, por el Capitán Santos Pérez. La acompañan tropas ligeras nacionales y provinciales. El escudo patrio se veía reluciente grabado en bronce en ambas portezuelas y adentro un féretro tallado en cedro paraguayo cubierto por la bandera nacional. Allí le da el responso el Presbítero Don Antonio González, ante la mirada de adultos y niños, que miran con estupor el espectáculo.  
En 1844 las fuerzas armadas en Fraile Muerto, cuando ya gobernaban los hermanos Francisco, Diego y Pedro Rapela, que llegaron a coroneles, estaban compuestas por 242 integrantes al mando de su comandante Francisco Rapela.
En 1856 Fraile Muerto pasa a llamarse Villa de San Gerónimo por decreto del entonces Gobernador de Córdoba Don Roque Ferreyra, en honor a San Jerónimo (patrono de Córdoba) y por Jerónimo Luis de Cabrera, fundador de la capital provincial.
En 1865, en plena guerra con el Paraguay, la dotación militar de Fraile Muerto estaba compuesta por:
- "Primer Batallón de Infantería" con su capitán Don Ponciano Vivanco con 49 plazas
- "Primer Escuadrón de Caballería"  y "Primera Compañía de oficiales y tropas" con 110 plazas al mando del capitán Don Timoteo Rodríguez, las cuales llegaban en total a 576 integrantes.

El 1 de agosto de 1867, Stanly Woods pone la piedra fundamental para la construcción de un puente sobre el río Tercero que uniría la Villa de San Gerónimo con la estación de trenes Fraile Muerto, el cual se termina el 31 de julio de 1868.

A partir del año 1865, Argentina comenzaba a despegar de su situación miserable, de su aislamiento motivado por 50 años de guerras civiles y exteriores, para convertirse en los próximos 50 años en uno de los seis países más ricos del mundo.

Comienza el verdadero desarrollo de la población al realizarse el trazado del Ferrocarril Central Argentino que uniría Rosario con Córdoba. El 1 de septiembre de 1866 se habilita la nueva estación de trenes.

La estancia evoluciona en poblado, en posta y en villa, tomando cada vez más importancia, con el asentamiento de importantes hacendados británicos en los campos circundantes. El primer edificio comunal fue construido en 1868, de estilo colonial.
El 18 de julio de 1869, el vicario del departamento Unión, Don Rubén Márquez, dio inicio a la obra de construcción de la “Iglesia de la Inmaculada Concepción” de San Gerónimo, la cual es finalizada el 25 de diciembre de 1870. El nuevo templo empezó siendo una construcción sencilla. Años después, alrededor de 1900 fue sometida a una gran reforma que la modificó por completo, tanto exterior como interiormente, conservando esa fachada hasta nuestros días. 
A fines de 1870, el entonces presidente Domingo Faustino Sarmiento bajó en la estación de ferrocarril en su viaje para inaugurar la Primera Exposición Industrial Argentina, que se realizaría en la ciudad de Córdoba en los primeros días de 1871. En la parada Fraile Muerto, molesto por el campechano y funesto topónimo, decidió cambiarle el nombre. Preguntó por los colonos británicos en la zona, y le propusieron el apellido de dos hermanos escoceses, denominándola Bell Ville por un doble motivo: la parofonía con Villa Bella y en homenaje a los colonos escoceses Antonio y Roberto Bell o Anthony Maitland Bell –nacido en Dunbar (1834-1876)– y Robert Anderson Bell (Dunbar) (1835-1881), quienes en 1864 habían comprado dos estancias (Árbol Chato y La Escondida) en las cercanías de Fraile Muerto, se habían radicado en el lugar e iniciado allí la agricultura y ganadería moderna zonal.
En 1871, se establece una nueva guarnición militar en Bell Ville, al mando de su comandante Don Benigno de la Cacoba con un batallón de 300 plazas, formando sus cuarteles al oeste de la villa. Este destacamento hace la Campaña del desierto junto al General Roca, y nunca vuelve a Bell Ville, desapareciendo poco a poco, los restos de dicho regimiento.
En 1872 toda la población pasó a llamarse Bell Ville. Desde la segunda mitad del siglo XIX la población recibió gran cantidad de inmigrantes procedentes de Europa.
La inauguración de la nueva estación del ferrocarril en 1866, y la habilitación del Puente Sarmiento en 1868, generaron un crecimiento tan grande que, ya en el censo de 1895 con 3784 habitantes ocupa el tercer lugar por su población a nivel provincial después de Córdoba y Río Cuarto, superando a Villa Nueva y Villa María sumadas.

### SigloXX
Una curiosidad: tranvías tirados por caballos de una empresa Coronel Cuenca propiedad de Luis M. Olcese, circularon en Bell Ville entre 1900 y 1914. Originalmente empezaba el recorrido en la estancia de José María Bouquet sobre el camino hacia Justiniano Posse, pasaba por la plaza San Martín para terminar en la estación de trenes. 
El 7 de abril de 1909 se crea el Juzgado Federal de Bell Ville. Fue el segundo en la provincia de Córdoba, y el primero creado en ciudades no capitales. Tenía jurisdicción en una vasta región que comprendía los departamentos de General San Martín, Río Segundo, San Justo, Marcos Juárez, Unión, Juárez Celman, General Roca, Río Cuarto, Tercero Arriba, Calamuchita, San Javier y Traslasierra. 
El Palacio Municipal actual es un edificio que data de 1944. Tiene su sede también la Biblioteca Popular Ramón J. Cárcano y la asistencia pública municipal.
El río Tercero o Ctalamochita atraviesa la ciudad de oeste a este poseyendo un caudal constante que le hace navegable para navíos como las gabarras pero tal hidrovía está muy subutilizada (2015) por falta de regularización y mantenimiento.
La ciudad posee 9 puentes terminados y uno en construcción junto con tres pasarelas peatonales. Cinco puentes son urbanos, dos están sobre Avenida de Circunvalación Oeste (uno cruza el río y el otro cruza el ferrocarril), otro puente está sobre Ruta 9 cruzando el Canal derivador del Río Ctalamochita, y finalmente un puente nuevo ubicado sobre ruta 3, a 2 km al norte de la ciudad fue inaugurado recientemente en reemplazo del antiguo puente llamado "Puente del Vuelco". Esta proyectada y próxima a comenzar, la obra del Puente de la Avenida de Circunvalación Este.
El puente Sarmiento, une la calle principal de la ciudad, calle Córdoba, con la RN 9. En la estación del ferrocarril, y más precisamente en la plazoleta de acceso, se erige un soberbio monumento a Sarmiento, obra del escultor Liberto Pierini. También se destaca el Hotel de inmigrantes de Bell Ville.
La ciudad de Bell Ville no tiene una fecha fundacional. Hasta hace poco tiempo se conmemoraba el 17 de agosto, día en que, en el año 1908, Bell Ville, fue elevada a categoría de ciudad. Pero las autoridades municipales, en 1991, impulsaron la investigación histórica documentada de los orígenes de la ciudad, tarea que asumió un grupo de profesores de la Sección Historia del Instituto Nacional del Profesorado Mariano Moreno. El Concejo Deliberante selecciona, de este documentado trabajo, entre las posibles fechas aportadas, la del 9 de noviembre de 1866 por considerar que este día se emite el Decreto Provincial del Sr. Gobernador, Dr. Mateo Luque, por el cual establece el Gobierno Municipal en el Departamento Unión. Es así que desde el año 1992, por Ordenanza Número 592/91, celebramos un nuevo aniversario del Inicio Institucional de la Organización Municipal.
La cuestión Capital: En 1866 el senador cordobés Piñero propone declarar capital permanente de la República Argentina a Bell Ville (Fraile Muerto/San Gerónimo) en la provincia de Córdoba; se abría un ciclo de ofertas de diversas ciudades en el interior. Las alternativas oscilaron entre Córdoba, Rosario, Santa Fe, Villa Nueva, diferentes puntos a orillas del río Paraná, Rosario, San Fernando, San Nicolás o bien en “un punto cualquiera sobre el trayecto de un ferrocarril”. De todos modos, ninguna alternativa prosperó. El presidente Mitre, cuando terminó la Guerra del Paraguay vetó la ley que designaba a Rosario como capital. Lo mismo hizo Sarmiento un par de años después durante su presidencia, cuando se volvió a elevar su postulación. Vetó también el proyecto de la nueva ciudad Rivadavia (Villa Nueva) en Córdoba. La provincia de Buenos Aires mientras tanto, mantuvo el poder provincial y la residencia del gobierno nacional en su capital, en una coexistencia cuya conflictividad iba creciendo.
Según el censo de 1869 la población de las ciudades y villas propuestas para capital de la República Argentina era:	

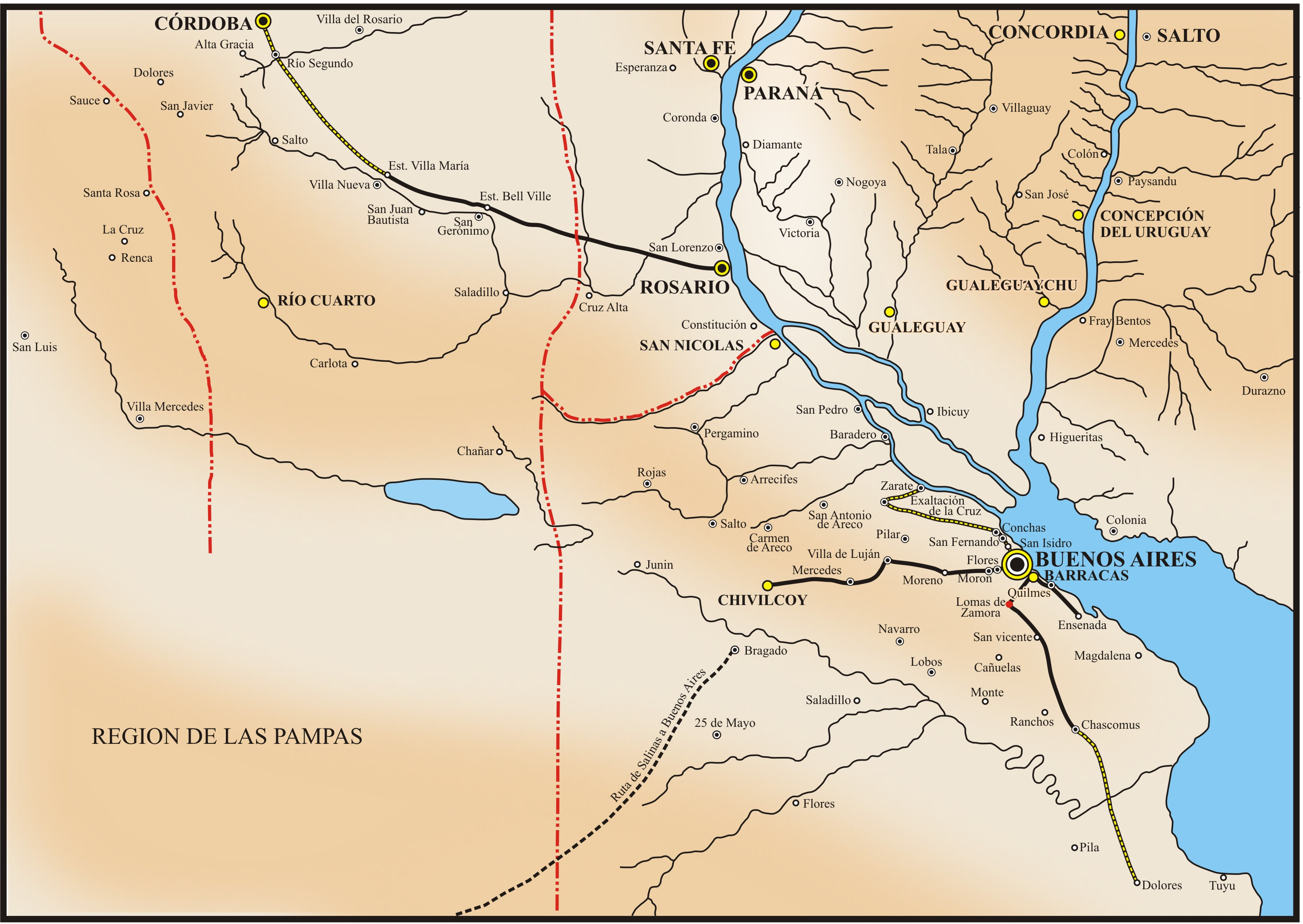
Mapa República Argentina año 1870.

| Ciudad/Villa              | Provincia    | Población |
| ------------------------- | ------------ | --------- |
| Buenos Aires              | Buenos Aires | 177 787   |
| Córdoba                   | Córdoba      | 28 523    |
| Rosario                   | Santa Fe     | 23 169    |
| Tucumán                   | Tucumán      | 17 438    |
| Salta                     | Salta        | 11 716    |
| Santa Fe                  | Santa Fe     | 10 670    |
| Paraná                    | Entre Ríos   | 10 098    |
| Villa Nueva               | Córdoba      | 3345      |
| San Gerónimo (Bell Ville) | Córdoba      | 2754      |

### Toponimia[3]
En lo que se refiere al origen del nombre de “Frayle Muerto”, hay varias versiones:
La primera es muy inmediata a la fundación de Córdoba y dice que Don Jerónimo Luis de Cabrera envió una expedición comandada por el Capitán Don Tristán de Tejeda a reprimir y castigar a los indios en sus alzamientos. Este habría traído un Fraile como capellán de sus tropas, lo que era muy común. Tejeda libró sangrientos combates, pero aunque triunfante en toda la línea, tuvo entre sus bajas la de su capellán, cuyo nombre quedó ignorado. Así la comarca circundante pasó a la posteridad con el nombre de “Frayle Muerto”.
La segunda dice: Un sacerdote misionero de esos que con todo valor, sin más armas que su cruz y su fe, salían a evangelizar indios, por las vastas soledades de América, habría llegado a esta región en momentos en que los naturales estaban enfurecidos, pereciendo en sus manos. En su memoria, la gente del lugar llamó a esta comarca, con el nombre de “Frayle Muerto”. Esta leyenda coincide con la opinión del historiador jesuita Pedro Lozano y también del P. Cabrera, “Historia de las Misiones Jesuitas – Campos y Lugares Heroicos”.
Una tercera versión nos refiere que un fraile evangelizador, que andaba por aquí, durmiendo habitualmente en el suelo duro de la Pampa en un tupido bosque, a la búsqueda de infieles a quienes redimir por el bautismo, una noche lo sorprendió un tigre (yaguar) cebado o un puma y se lo comió. De todos modos el sentimiento piadoso de aquella época, no pudiendo averiguar el nombre del protagonista, lo resumió en su tragedia, llamando a la región “Frayle Muerto”.                                                                                                                                                
Ninguna de las tres versiones nos ha dado el nombre de aquel fraile, ni a que orden o congregación religiosa pertenecía, ni mucho menos el lugar exacto donde descansan sus restos.
En la ciudad apareció un personaje histórico conocido como el robador de quesos cremosos en la cual en un chango de bebé del supermercado ubicado en avenida 25 de mayo 456. El ciudadano natal elio Ceballos robo 6 horma de queso dentro del chango de su bebé

## Gobierno[4]
1. Juan Roldán (1908 - 1911)
2. Guillermo Roldán (1911 - 1914)
3. Arturo Matterson (1915 - 1918)
4. Ismael Ortiz Soria (1918 - 1920)
5. Carlos Garbani (1920 - 1925)
6. Marcos Olmedo (1926 - 1928)
7. Arturo Matterson (1928 - 1930)
8. Alfredo Abraham Haedo (1932 - 1936)
9. Arturo Matterson (1936 - 1940)
10. Hugo Leonelli (1940 - 1944)
11. José Mosquera Ferrando (1944 - 1945)
12. Rafael Capellupo (1945)
13. Domingo T. Alfonso (1946)
14. Roberto Santillán (1946 - 1947)
15. Hugo Forneris (1947)
16. Edisto Da Silva (1947 - 1948)
17. Clemente Martínez (1948 - 1951)
18. Segundo Ramón Vivanco (1951 - 1952)
19. Lorenzo Testa (1952)
20. Tomás Juncos (1952 - 1954)
21. Juan Fernández (1954 - 1955)
22. Julio C. Luna (1955)
23. Hugo Leonelli (1955 - 1958)
24. Ángel Viqueira (1958 - 1963)
25. Nilo Colmano (1963 - 1966)
26. Alerino Beltramino (1966)
27. Ángel Viqueira (1966 - 1967)
28. Ramón Céliz Pizarro (1967 - 1969)
29. Horacio Ernesto Aramburo (1969 - 1973)
30. Nilo Colmano (1973 - 1976)
31. Gabriel Fernández (1976 - 1979)
32. Nelso F. Gonella (1979 - 1983)
33. Andrés A. Pérez (1983 - 1991)
34. Nelso F. Gonella (1991 - 1997)
35. Hugo L. García (1997 - 1999)
36. Nelson J. Iperico (1999 - 2007)
37. M. del Carmen Ceballos (2007 - 2011)
38. Nelson J. Iperico (2011 - 2015)
39. Carlos Briner (2015 - 2023)
40. Juan Manuel Moroni (2023 - Actualidad)

## Educación
La educación en la ciudad es muy amplia, aquí se detallan las instituciones en los diferentes niveles.

### Primaria
- Escuela "Florentino Ameghino"
- Escuela "Provincia del Neuquén"
- Escuela "Ponciano Vivanco"
- Instituto Nuestra Señora del Huerto
- Colegio San José
- Escuela "Hilario Ascasubi"
- Escuelas "José María Paz"
- Escuela "Juan Bautista Alberdi"
- Escuela "Dalmacio Vélez Sarsfield"
- Escuela Normal Superior "José Figueroa Alcorta"
- Escuela "Arturo Matterson" (ex Nacional Nº192)
- Escuela Especial "Maria Montessori"
- Escuela para discapacitados auditivos "León Luis Pellegrino"

### Media
- Colegio San José
- Instituto Nuestra Señora del Huerto
- IPEM N.º 140 "Domingo Faustino Sarmiento" (ex Colegio Comercial)
- IPET N.º 267 "Antonio Graziano" (ex ENET)
- IPEA N.º 293 "Agrónomo Orestes Chiesa Molinari" (ex ENA)
- IPEM N.º 290 "General Manuel Belgrano" (ex Colegio Nacional)
- IPEM N.º 87 "Robertina Moyano de Sastre"
- Escuela Normal Superior "José Figueroa Alcorta"
- IPEM N.º 46 Centro Superior Polivalente de Artes "Martín Malaharro"
- Centro Educativo Nivel Medio Adultos N.º 201 con 6 anexos (Monte Leña, San Marcos Sud, Morrison, Ballesteros, San Antonio de Litín y Cintra)

### Terciaria y universitaria
- Universidad Blas Pascal
- Instituto Universitario Aeronáutico
- Cursillos de ingreso para la Universidad Nacional de Córdoba
- Universidad Siglo 21
- Profesorado "Mariano Moreno"
- Profesorado "José Gabriel Brochero"
- Escuela de Enfermería "Dr. Ramón J. Carrillo"
- Fundación para la Enseñanza Universitaria
- Universidad FASTA (Centro Integral de Estudios Believe)
- Universidad de Belgrano (Centro Integral de Estudios Believe)

### Educación corta
- CEDER (Agencia de Promoción de Empleo y Formación Profesional)
- Escuela de Capacitación Profesional
- Instituto de Capacitación Profesional

### Idiomas
- Target English Centre
- Asociación Cultural Inglesa
- Alianza Francesa
- Dante Alighieri (italiano)
- Centro Integral de Estudios Believe
- Centro Oxford
- IICANA (Instituto de Intercambio Cultural Argentino Norteamericano)

### Artes
- Conservatorio Superior de Música "Gilardo Gilardi"
- Centro Superior Polivalente de Arte "Martín Malharro"
- Escuela de Bellas Artes "Fernando Fader"
- Escuela de Música y Banda Municipal de Bell Ville "Ernesto Alfonso Bianchi"

## Otras entidades

### Escuela de Música y Banda Municipal de Bell Ville "Ernesto Alfonso Bianchi"
La Banda Infantil Municipal fue creada oficialmente el 31 de octubre de 1938, en la intendencia de Arturo Matterson, y fue guiada desde sus comienzos por Ernesto Bianchi (italiano nacido en Monteleone en 1870) con quien colaboraba en la enseñanza musical el señor Armando Moine. 
Para su mantenimiento se dispuso establecer un impuesto a los espectáculos públicos y se creó una comisión administradora a cargo del manejo de la identidad, que integraban los señores José Di Lollo, Emilio Chinetti, Leopoldo Rodino, Domingo Giardilli, Salvador Leonetti, Enrique Rassero y Eduardo Tossolini. 
El 8 de junio de 1955, durante la intendencia de Hugo Leonelli, se dispuso que la escuela llevara el nombre de su creador y primer director, Ernesto Bianchi, cuyo deceso se había producido en Buenos Aires en 1953. Actualmente cuenta con 97 músicos en la banda estable.

### La Casa del Niño
Fundada el 11 de septiembre de 1966, en el local de calle Corrientes 240, cedido humanitariamente por la parroquia de Bell Ville. Desde ese momento 20 niños fueron atendidos con amor deferente, merced al apoyo generalizado de la población.
La obra fue creciendo y dada las necesidades de mayor espacio, el Club de Leones se abocó a la construcción de un inmueble en el terreno ubicado en avenida España y Corrientes, el cual se inauguró el 29 de abril de 1979, permitiendo la atención de 80 niños.
El Banco Sudecor Cooperativo Limitado donó posteriormente dos aulas que se inauguraron el 3 de junio de 1982.
En la actualidad, la Casa del Niño alberga niños con edades que oscilan entre los 3 y los 14 años, que reciben una educación integral.
Diariamente reciben una alimentación equilibrada distribuidas en desayuno y almuerzo, a la vez que les imparten normas conductuales y se les brinda asistencia integral, médica y social.
Los niños son apoyados con actividades pedagógicas.
Considerando al niño como persona integral, la Casa del Niño se extiende a la familia, el barrio y la comunidad, trabajando intensamente en el seno hogareño.

### Unión Bellvillense de Estudiantes Secundarios (U.B.E.S.)
Creada en 1948 para propender a la formación de futuros dirigentes de la comunidad, la Unión Bellvillense de Estudiantes Secundarios ha cumplido, cumple y cumplirá una significativa labora para con Bell Ville.
Esta entidad con ya más de 70 años, siendo un gran reconocimiento para todos los habitantes de Bell Ville, única en toda la Argentina, todavía no tiene sede propia.
Los integrantes de la comisión muy escasa vez sobrepasan los 17 años de edad, UBES, como se lo conoce popularmente ha dado muestras palpables de lo que puede lograr la juventud cuando se le confían tareas de responsabilidad.
UBES realiza las tradicionales competencias de mini UBES, cultural, ambiental y deportiva, como también organiza los bailes del día del amigo, estudiante y egresados. Últimamente esta organización ha sumado valiosos emprendimientos comunitarios, y muchas propuestas que año a año se van cumpliendo para lograr mejorar todo esto que simples estudiantes van manteniendo.

## Salud
El 7 de agosto de 1921 se crea en la ciudad de Bell Ville el Hospital Central, que con el correr de los años[¿cuándo?] adquiría el nombre de su primer director, el Dr. José Ceballos. Pronto[¿cuándo?] se convirtió en el centro de atención de todos los pacientes de la ciudad y del resto del Departamento Unión.
El complejo asistencial posee atención de internados, con salas especiales para niños, maternidad, neonatología, traumatología, terapia intensiva, cirugía, clínica médica para hombres, mujeres. Además cuenta con un área especializada en Salud Mental; como así también un área para la recuperación de pacientes con problemas de alcoholismo y droga.
Actualmente,[actualizar] el Dr. Tomás Guillermo es quien dirige el hospital.
También existen dispensarios municipales dispuestos en diferentes puntos de la ciudad para que toda la población tenga asistencia de primeros auxilios rápidamente.
En la ciudad también existe clínicas privadas como lo son la "Clínica Mayo", la "Clínica Unión", "Clínica Regional" entre otras. Algunas mutuales de salud con atención propia como es "AMMA".

## Seguridad
Existen dependencias de la Policía Federal Argentina, con un edificio en calle Rivadavia, de la Policía de la Provincia, en avenida España, con un edificio que cuenta con una prisión.
En 2009 se creó la Seguridad Ciudadana, la cual cuenta con dos autos preparados para seguridad vial, en ellos viajan un policía municipal y un policía de la provincia, esta institución comienza todas las noches desde las 20:00 hasta las 6:00 del otro día previniendo robos durante la noche.
En la construcción de la plaza de los niños se colocó un sistema de cámaras de seguridad para prevenir roturas del mobiliario y delitos.

## Geografía

### Ubicación
La ciudad se encuentra ubicada en la denominada pampa húmeda, en el cruce de la Ruta Provincial 3 y Ruta Nacional 9. Está ubicada a la misma distancia entre la ciudad de Córdoba y la ciudad de Rosario, a unos 200 km.
| Noroeste: Córdoba   | Norte: San Francisco | Noreste: Santa Fe     |
| Oeste: Mendoza      |                      | Este: Rosario         |
| Suroeste Río Cuarto | Sur: Santa Rosa      | Sureste: Buenos Aires |

### Clima

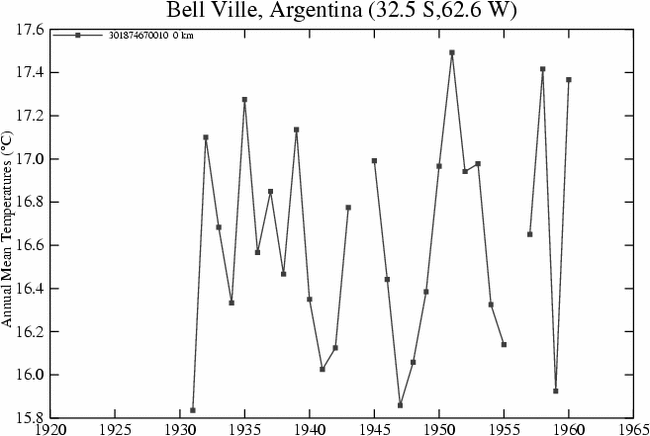
Temperaturas del aire en casilla, entre 1931 y 1960, en NASA.

- La temperatura media anual es de 17 °C
- La máxima media anual es de 25 °C
- La mínima media anual de 9 °C
- Promedio de precipitaciones: 800 mm/año

### Sinopsis geográfica
Tal cual se ha mencionado, la ciudad se encuentra a orillas del río Tercero o río Ctalamochita. El río atraviesa la ciudad a lo largo de 10 km de un modo sinuoso. Es perfectamente navegable por embarcaciones de mediano calado y gabarras, pero por ahora está subutilizado como hidrovía.

## Deportes
La ciudad cuenta con muchos clubes que se disputan en la liga bellvillense de fútbol, la cual tiene sede en la ciudad, en esta también participan clubes de pueblos y ciudades cercanas como por ejemplo clubes de Leones, Morrison, Marcos Juárez, entre otros. Algunos de los clubes de la ciudad son: Club Atlético y Biblioteca Bell fundado el 30 de agosto de 1904 en el cual se encuentra el Estadio Ciudad de Bell Ville con una capacidad para 8100 espectadores. la camiseta es de color blanca y negra a bastones verticales. El Club Atlético Talleres fundado el 23 de julio de 1926 su camiseta es de color roja y azul a bastones verticales; en sus inicios fue azul con una franja horizontal en la zona central de color rojo. El Club Atlético Argentino fundado el 16 de octubre de 1910 (114 años) su camiseta es celeste y blanca a bastones verticales. Club Atlético Central fundado el 9 de mayo de 1922, la camiseta es roja y el Club Atlético y Biblioteca River Plate que fue fundado el 25 de marzo de 1923 (102 años), este es muy particular porque su nombre representa al importante club de Buenos Aires, pero su camiseta representa a su rival, la cual es de color azul, con una franja horizontal en el medio de color amarillo, los mismos del Boca Juniors.

## Turismo
Aunque la ciudad es agrícola y fabril, cuenta con un río que la cruza en 3 km por el centro, esto hace que cuente con playas casi céntricas, las cuales se encuentran dentro del Parque Tau. Se denominan Playa Paso de la Arena y Playa El Diquecito y en verano, cuentan con guardavidas y bares. Hay una bajada para lanchas y motos de agua en la playa El Diquecito.

### Sitios de interés

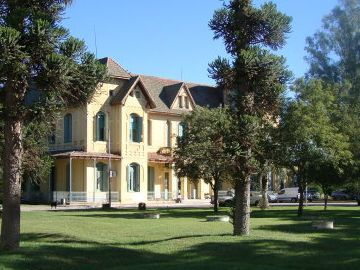
Hospital Primero de Bell Ville.

Aunque la mayor parte de la edificación data del siglo XX, se encuentran algunos interesantes edificios y ejemplos arquitectónicos
- Hotel de Inmigrantes (1887): edificio Monumento Histórico Provincial.
- Iglesia de La Inmaculada Concepción (1870): edificio Monumento Histórico Provincial.
- Casa de La Cultura o "Casa de los Araya" (1873)
- Palacio Municipal (1944)
- Hospital Primero de Bell Ville (1890)
- Cine Teatro Coliseo (1900)
- Sede del IUA, Instituto Universitario Aeronáutico
- Granja Cuñataí
- Paseo de la reconstrucción
- Pirámide (obelisco) en homenaje a Hilario Ascasubi
- Monumento a la Pelota de Fútbol
- Reserva Natural Parque Francisco Tau (una pequeña área superstite de los antiguos y autóctonos bosques o "montes" que esporádicamente se encontraban en la región pampeana, se ubica en las coordenadas  32°37′27″S 62°42′8″O / -32.62417, -62.70222 en un recodo del río Tercero o "Ctalamochita", prácticamente rodeada por la zona urbana).
- Parque La Rinconada

- El Club Atlético y Biblioteca River Plate que fue fundado por simpatizantes de los clubes River Plate y Boca Juniors de Buenos Aires, quienes optaron por nombrarlo como River y darle los colores distintivos de Boca. Así es como el Club Atlético y Biblioteca River Plate de Bell Ville lleva los colores azul y amarillo, y el nombre de los rojo y blanco.

### Monumentos
Hay varios distribuidos en la ciudad, "El Ancla" está ubicada en la Av. Güemes, El monumento a las madres está ubicado sobre Av. España, La estatua de la libertad se encuentra sobre Av. Costanera, en el denominado paseo de la reconstrucción y fue construido en el 2007 replicando la antigua fuente que se encontraba en la plaza 25 de mayo, la cual fue retirada en los años 1930. El monumento a los bomberos ubicado al final de la ya mencionada costanera, La pirámide Ascasubi, construida en honor a Hilario Ascasubi un poeta gauchesco nacido en la ciudad en 1807. También cuenta con un monumento pequeño en recordación a la Gesta de Malvinas

### Canotaje
La ciudad cuenta con un club de canotaje creado por Edgardo Roth y Francisco Geminiani, a finales de la década del '60. Aquí, siendo socio, se puede guardar o pedir prestada alguna de las tantas canoas o kayaks que tiene el club. Está ubicado en el parque tau con una bajada directa al Río Tercero.

### Aniversario
Aunque la ciudad nunca fue oficialmente fundada el gobierno municipal, luego de una previa investigación, tomó como fecha de fundación el 9 de noviembre de 1676, todos los años en esta fecha la ciudad se prepara para festejar su aniversario. Se realiza un desfile, en el que participan todas las instituciones locales(Bomberos, escuelas, policía, entre otros) y de pueblos cercanos(Agrupación gaucha de monte leña y otras.), hay conciertos de grupos de música locales y fuegos artificiales.

### Festival "Aquarama"
Este festival es realizado en el Parque Tau, más precisamente en la playa Paso de la Arena. En el 2011 el municipio decidió retomar este evento bellvillense luego de 31 años de ausencia, el evento fue todo un éxito atrayendo a más de diez mil personas a las orillas del río, entre los dos días. El primer día se presentaron bandas locales, de ciudades y pueblos cercanos y cerró Coki Ramírez. También se presentaron las aspirantes a reina, cada una representando a su barrio de la ciudad, terminó la noche con fuegos artificiales. En el segundo día hubo importantes números de bandas locales, y la actuación del humorista Martín Bustos, se eligió la Reina de Aquarama y se cerró, como en el primer día, con fuego artificiales.
De a poco fue consolidándose, y en el año 2012 comenzó a brillar con grandes figuras como: el Negro Videla; Alma de Luna (consagración del Festival de  Cosquín) y varios artistas locales.
Con la idea de mejorar este evento, en el año 2013 el festival se trasladó a las instalaciones del Club Bell, combinando el desfile náutico sobre el Río Ctalamochita de piraguas carrozados con las candidatas a reina.
Esta edición contó con la participación de artistas como: Abel Pintos; Facundo Toro; Rally Barrionuevo; Chévere, entre otros
En el año 2014, este festival contó con la presencia de: Jairo; Los Tekis, Galleguillo, La Barra y el humor del Gato Peters, entre otros.

### El Balón que Bell Ville lanzó al Mundo
Hasta 1930, la pelota con que se jugaba al fútbol representaba un riesgo para los jugadores, ya que los primitivos balones confeccionados en cuero vacuno o de potro, tenían una serie de irregularidades en la superficie, que generalmente provocaba lesiones.
Romano Polo era un hombre joven, conocedor de los riesgos y disgustos que daba la pelota con tiento. Con sus 28 años, Polo no dejaba descansar su imaginación, pensando una pelota redonda, que produjera placer al tocarla y dominarla. Un día, allá por 1929, se dijo "ya está!!!"... se sentó a la mesa con papel y lápiz y dejó dibujado el invento.
Pero había que llevarlo a la práctica, y todavía faltaban pulir mil detalles los cuales fueron el tema permanente en las cotidianas charlas entre Polo y sus amigos Antonio Tossolini y Juan Valbonessi. Ellos soñaban con una esfera, solo que esta tenía cuerpo de cuero y alma de goma. En ese momento, los balones venían desde Inglaterra, y con dos de ellos comenzaron los experimentos hasta llegar a concretar la imaginada pelota de Polo.
Lo primero fue hacer una válvula interna que no afectara la forma esférica de la pelota. Al fin, con un bulbo de caucho que permitía la entrada de un pico, pero que luego no dejaba escapar el aire, comenzó la solución. Luego había que lograr la inmovilidad de la cámara dentro de la pelota para permitir el reinflado, insertando la aguja por la válvula sin dañarla. Y por último la boca de la pelota, que antes se cerraba con un trozo de tiento, debía clausurarse de otra manera.
Hérman ayudó para que Polo y sus amigos lograran la costura interior pretendida, que, realizada desde afuera hacia adentro, quedó invisible y lógicamente sin reborde. Posteriormente, al iniciarse la fabricación en serie de los balones, y ya obtenida la patente comenzaron a salir desde Bell Ville para todo el país y el resto del mundo, miles de pelotas con la marca SUPERBALL, registrada por la firma "Tossolini, Polo y Valbonessi" dieron testimonio del alumbramiento ocurrido en la ciudad, denominada con toda justicia "cuna del fútbol".

### Fiesta Nacional de la Pelota de Fútbol
Bell Ville es escenario de la fiesta nacional de la pelota de fútbol donde se reúnen a equipos de alto prestigio. Gracias a tres nativos de la ciudad, los señores Polo, Tossolini y Valbonesi, los que cambiaron para siempre la disputa de deportes con balón, creando la pelota sin tiento. En dicha fiesta se puede disfrutar no solo de un buen fútbol, sino además se desarrollan conferencias, muestras, concursos, desfiles, música, espectáculos y un fabuloso show de fuegos artificiales en el cierre de dicho evento.
En el año 2008 la Fiesta Nacional de la Pelota de Fútbol se desarrolló del 20 al 24 de febrero. Fue la XIV Fiesta que se desarrolló. Participaron los sub-17:
- De Buenos Aires

- Asociación Atlética Argentinos Juniors
- Club Atlético River Plate
- Racing Club

- De Córdoba

- Instituto Atlético Central Córdoba
- Club Atlético Belgrano

- De Bell Ville

- Liga Bellvillense
- Ligas provinciales

### Rally Ciudad de Bell Ville
En el año 2008 se presentó el Rally Ciudad de Bell Ville, tercera fecha en el campeonato provincial; son 3 días: uno de presentación y dos de competencia.

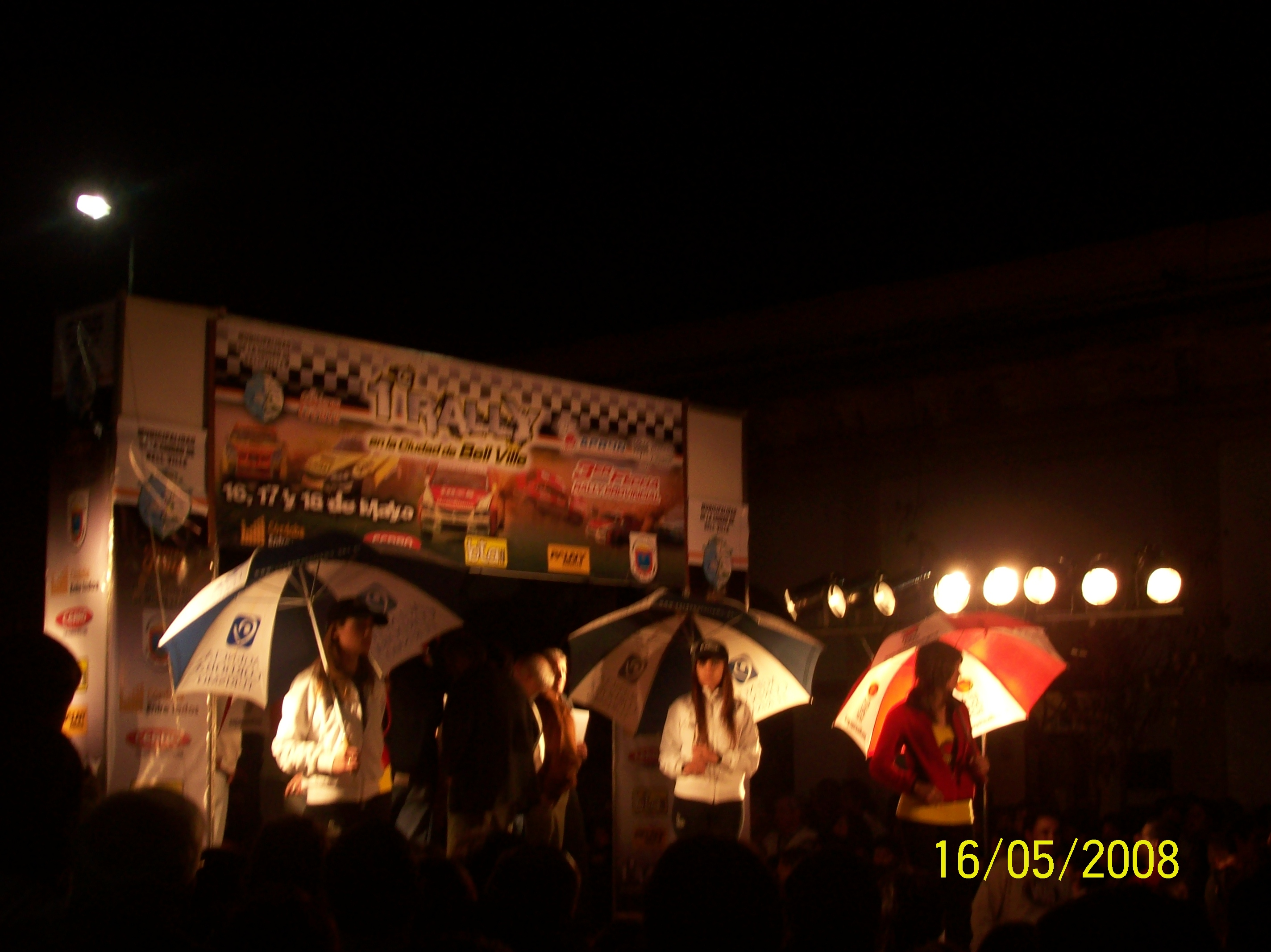
Día 1, Presentación de Autos e Inauguración del Rally.
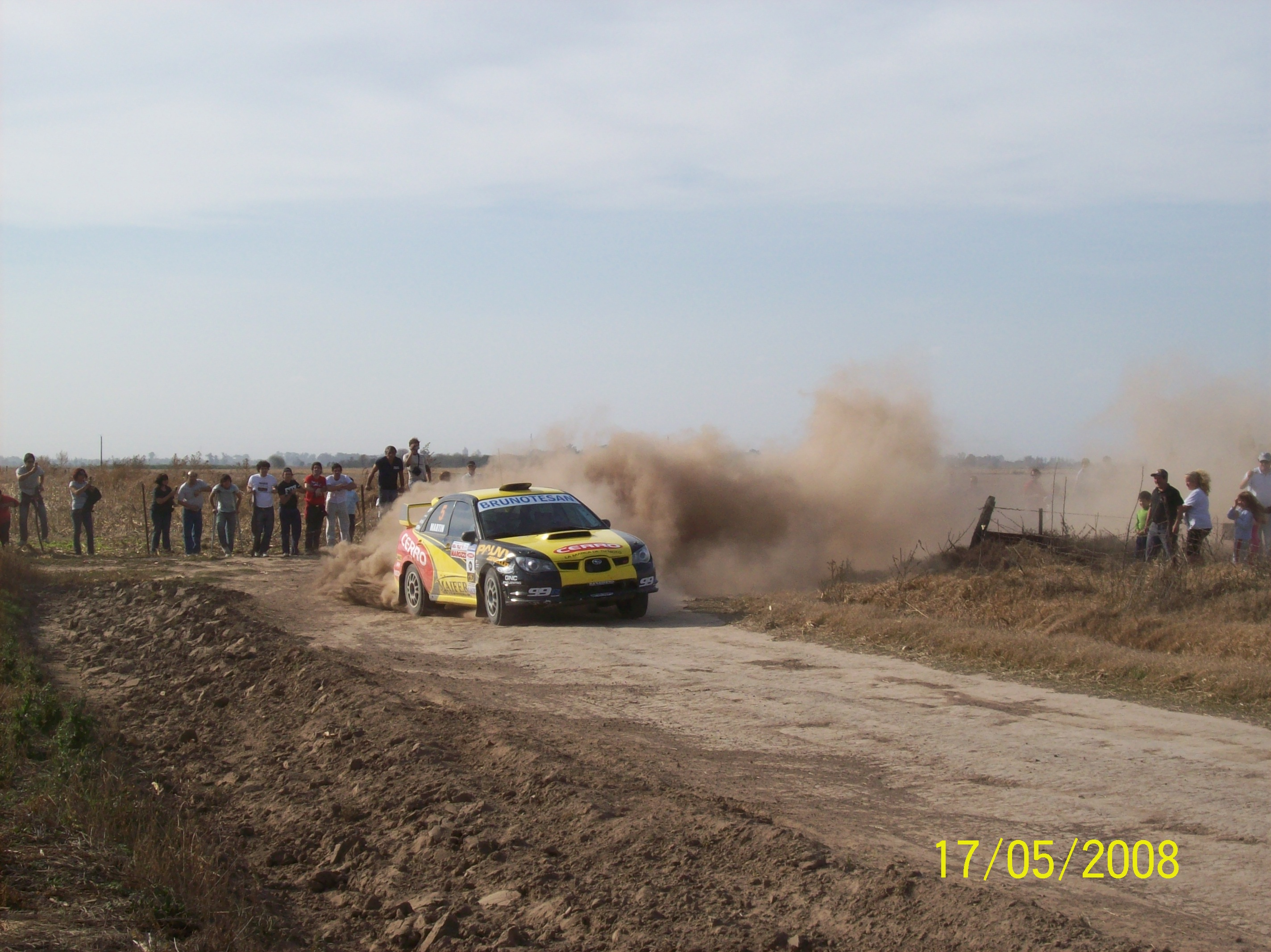
Día 2, Etapa RP 3 Sur - Camino al Arenal.
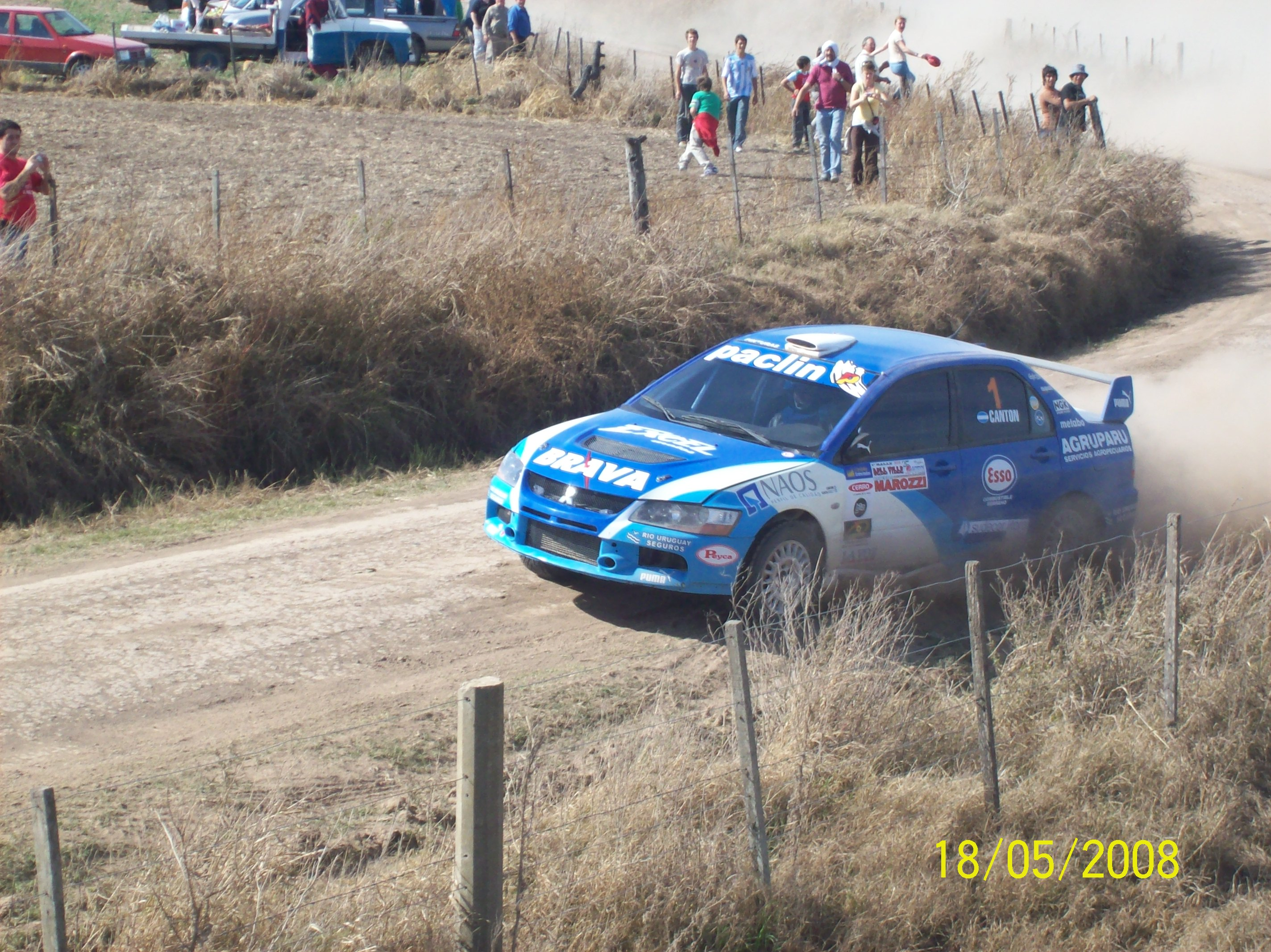
Día 3, Etapa Fábrica Mainero - RP 3 Norte.
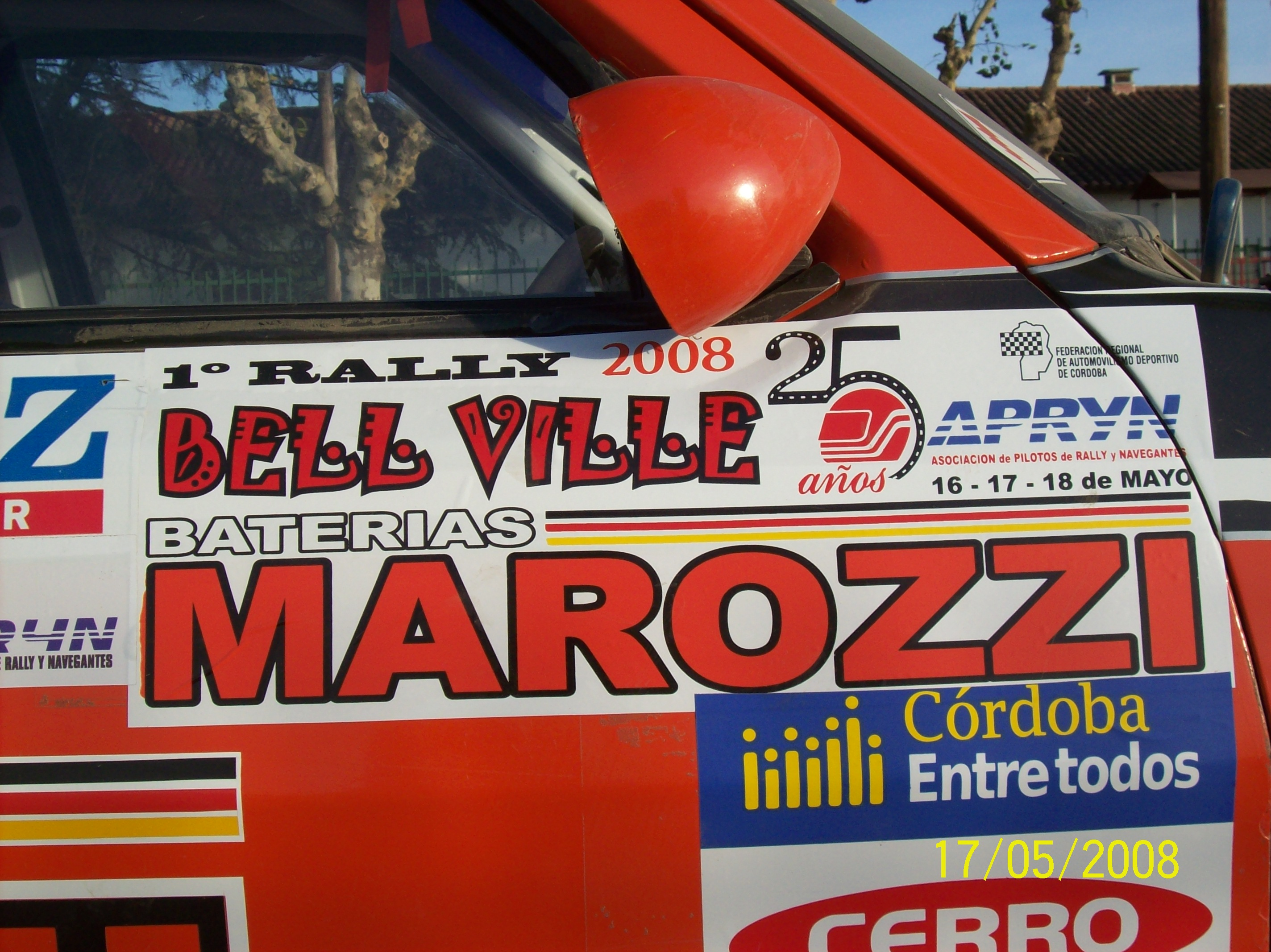
Logotipo.

## Medios de comunicación

### Televisión
Canal 2
Bell Ville cuenta con un canal de televisión que transmite el noticiero local: Panorama, y otros programas como: "Popular TV" programa musical con 15 años en el aire, "Contacto Rural", programa especializado en la información agropecuaria, que ha llegado a la pantalla sudamericana a través de la producción de "Costumbre Rurales" emitido por CANAL RURAL.
Teleocho, Canal 10 y El Doce
Los canales Teleocho (Telefe), Canal 10 (Multimedio SRT) y El Doce (Artear), de la Ciudad de Córdoba, cuentan con una repetidora cada una en Bell Ville, transmitiendo a través de los canales 7 (Canal 10), 42 (Teleocho) y 66 (El Doce).

### Radios
Existen muchas radios FM, entre las que se pueden resaltar 90.3 MHz - MEGA "Mucha + Música" , Cadena 3 FM 102.9, Estación 95 FM 91.5, Estación Popular FM 98.3, Radio Ciudad FM 89.9, Radio Alegría 99.9, etc.
Emisoras de FM
- 89.9 MHz - Radio Ciudad
- 90.3 MHz - MEGA "Mucha + Música"
- 90.9 MHz - Radio María
- 91.5 MHz - Estación 95 (Cadena Heat)
- 93.5 MHz - FM Latina
- 99.9 MHz - Radio alegría Bellville 99.9
- 95.5 MHz - FM Hot
- 98.3 MHz - Estación Popular (Cadena Popular)
- 99.1 MHz -  Radio Bell Ville
- 102.9 MHz - Cadena 3
- 103.9 MHz - FM 2000
- 106.7 MHz - Radio Vida
- 107.5 MHz - La hormiga

### Medios gráficos
Los más destacados son el "Semanario Tribuna" el cual vende 3000 ejemplares a la semana, y el periódico mensual gratuito Zona Sur. Cuenta también con diarios digitales, como Informabellville, el Diario Marca, La Nueva Opinión y El Sudeste de Córdoba .

## Transporte

### Servicios de ómnibus de media y larga distancia
La Terminal de Ómnibus Manuel Belgrano, cerca del centro de la ciudad, cuenta con servicios diarios hacia la capital provincial, y ciudades importantes, también, cuenta con salidas Montevideo.
El parador San Cayetano se encuentra sobre la RN9 y se sincroniza con la Terminal.

### Transporte Urbano

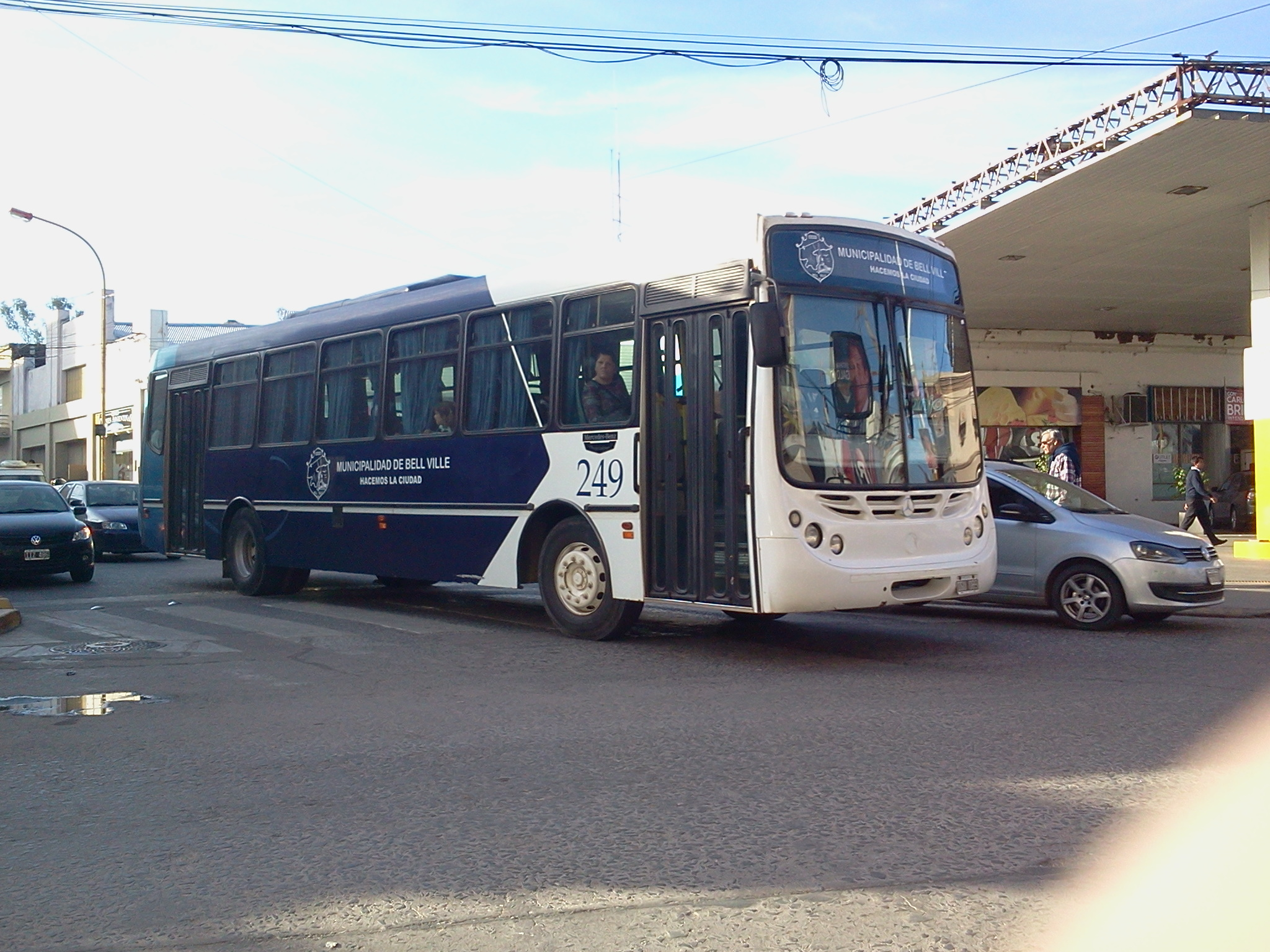
Ómnibus perteneciente al transporte urbano de pasajeros de la ciudad de Bell Ville

El transporte urbano cuenta con taxis y varias empresas de remises que facilitan la movilidad. También cuenta con 2 líneas de ómnibus urbanos.
 Inicia en calle San Luis pasando por el centro, Bv. Illia, Cementerio San Jerónimo, Centro, Hospital Ceballos, Centro y termina en Calle Vélez Sarsfield.
 Comienza en la intersección Las Heras y Uruguay, parando en la escuela Montessori, Centro, Hospital Ceballos, Ex ENA, RN9, Ex ENET, Bv. Pte. Perón, Terminal de ómnibus, Centro y finalizando en calle Vélez Sarsfield.

### Autopista
A la ciudad la cruza la RN 9 que une la ciudad de Rosario con Córdoba, y la ciudad cuenta con dos bajadas.
Bajada RP3: al oeste de la ciudad, bajada desde la autopista a la Ruta Provincial N.º 3 la cual conectara la futura circunvalación y la Ruta Nacional N.º 9.
Bajada Ascasubi: al norte de la ciudad, conecta la autopista con el bulevar Ascasubi y la Ruta Nacional n.º 9.

### Rutas

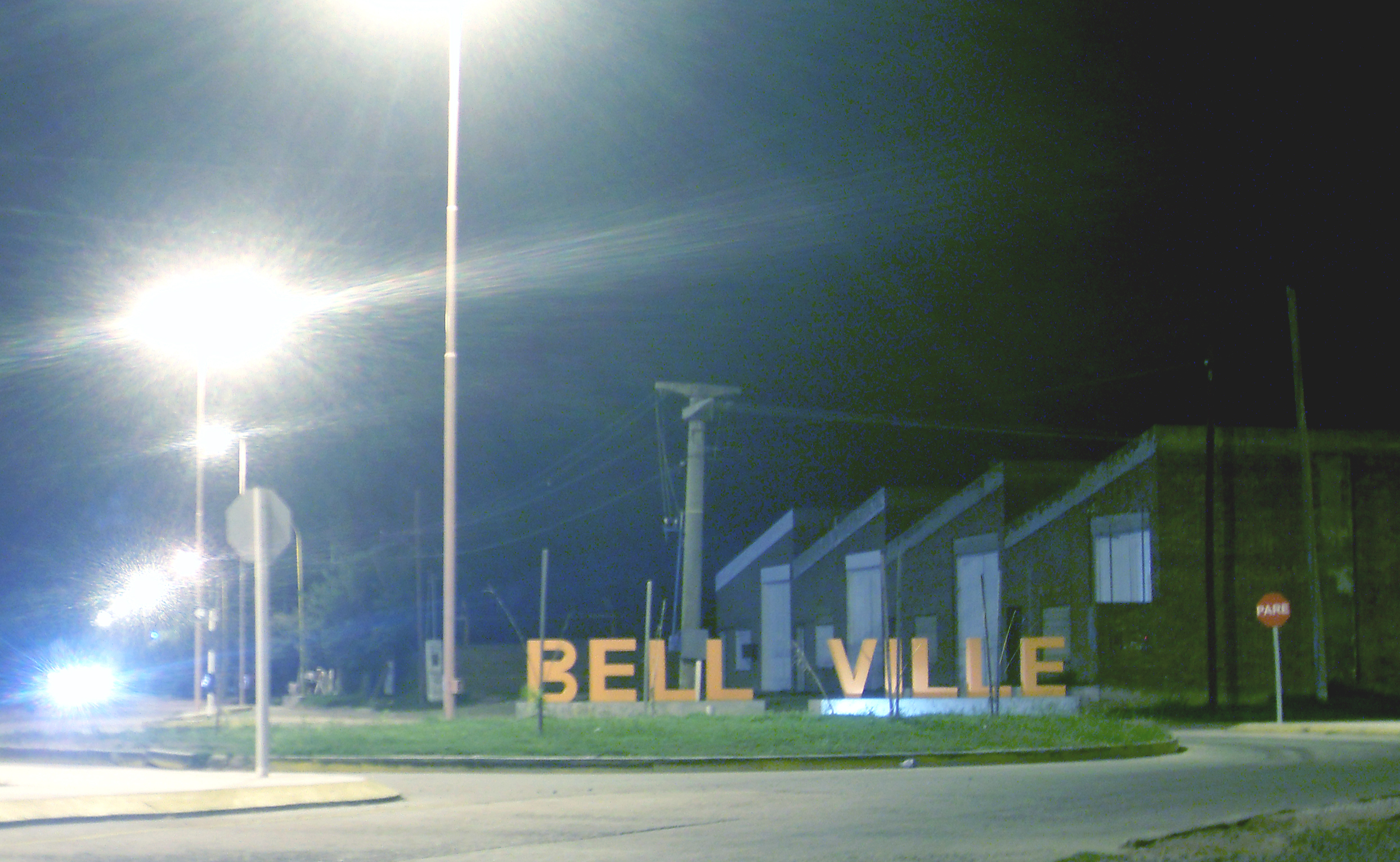
Rotonda en el Acceso sur de Bell Ville.

Salida hacia el oeste
Por San Jerónimo a la RN9 hacia Villa María, Oncativo, Río Segundo y hacia la ciudad de Córdoba
 Salida hacia el Este
Por Bv. Ascasubi a la RN 9 hacia Marcos Juárez, Cañada de Gómez y hacia la ciudad de Rosario
Salida hacia el sur
Por Av. España a la RP3 (Sur) hacia Justiniano Posse, Wenceslao Escalante y Canals
Salida hacia el norte
Por Circunvalación a la RP3 (Norte) hacia Cintra, Las Varillas y San Francisco

### Transporte ferroviario
El Ferrocarril General Bartolomé Mitre, conecta ciudades como Buenos Aires, Córdoba y Rosario desde la estación Bell Ville. El servicio lo presta la empresa estatal Trenes Argentinos Operaciones.
El martes 4 de diciembre de 2018, luego de 26 años, llegó otra vez un tren de pasajeros a la estación de ferrocarril de la ciudad. Mucha gente se congregó en el lugar para recibir el evento, que fue acompañado de un acto de bienvenida organizado por el municipio local. Una multitud de vecinos con banderas argentinas le dio la bienvenida a la formación, que llegó pasadas las 9:30. La centenaria estación belvillense lució totalmente renovada luego de las tareas ejecutadas por el municipio.

### Aéreo
La ciudad cuenta con un aeropuerto regional el cual tiene salidas de aero remises a cargo de la empresa Golden Air. Cuenta con una pista asfaltada de 1650 m de largo.

## Reserva Natural Francisco Tau

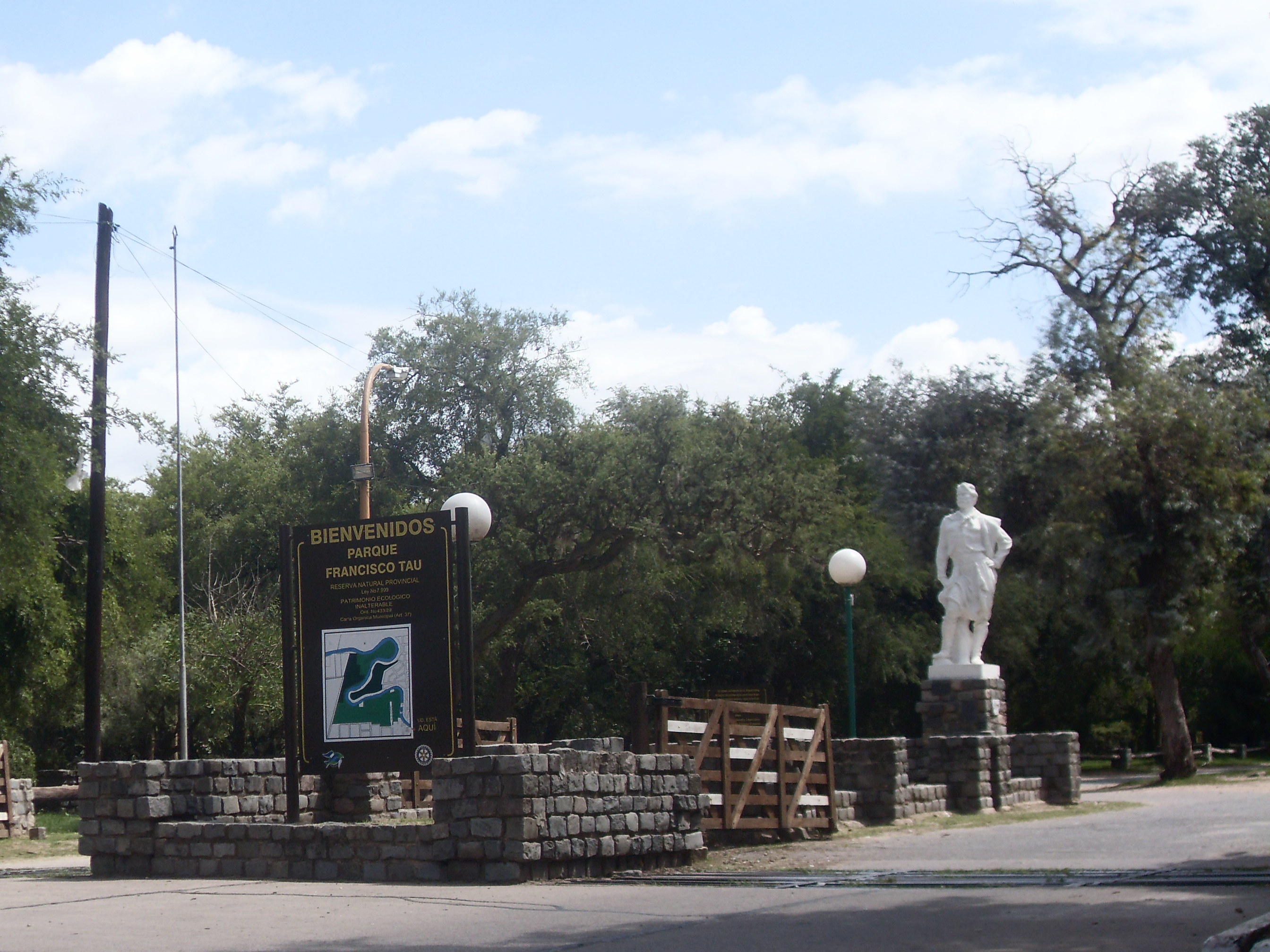
Ingreso al Parque y su cuidador gaucho.

El Parque Autóctono Francisco Tau está ubicado en la zona sudoeste de la ciudad de Bell Ville. Sus puntos limítrofes son la calle Tucumán, el río Ctalamochita o Tercero y el camino a la vieja radio. Este predio era propiedad de Francisco Tau.

Se trata de una reserva natural de 45 hectáreas relicto del bosque “El Espinal” y tiene como particularidades ser el único bosque de la llanura cordobesa situado en el mismo centro de una ciudad, posee árboles autóctonos varias veces centenarios (algarrobos, talas, chañares, espinillos, moradillos. Tal parque natural se ve hermoseado por los meandros del río Ctalamochita en donde se encuentra el Balneario Paso de la Arena, y zonas de campin.
Se constituye en un refugio para la vida silvestre de la región, en especial las aves (no menos de 50 especies) que habitan el parque y se desplazan por la ribera del Río Ctalamochita.
Además el área “La Rinconada” suma a las especies arbóreas mencionadas, plantas arbustivas y enredaderas que le dan un valor agregado al paisaje.
A partir de 1944 los documentos demuestran la preocupación de las sucesivas intendencias de Bell Ville por promover el embellecimiento y conservación del Parque Tau.
El gobierno de la provincia dona a favor de Obras Sanitarias de la Nación, dos fracciones de terreno fiscales ubicados dentro del Parque Tau destinados a la obra de agua corriente y aplicación de la planta de potabilización de agua.
En el año 1999 fue declarado por Ley Provincial (N.º 7999) "Zona de Reserva Natural".
El Parque Francisco Tau es un espacio especialmente querido por los vecinos de la ciudad, lugar de afectos, de recreación, de reunión de familias y de amigos.
La superficie destinada a espacios verdes en la ciudad es de 16,6 m²/habitante.

## Inauguración delPuente de la Historia

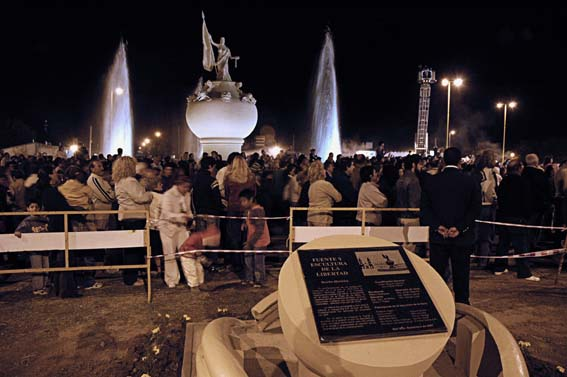
Inauguración del Puente de la Historia.

El intendente Nelson Ipérico y el gobernador José Manuel de la Sota presidieron un breve acto protocolar, tras lo cual comenzó el recital de Sergio Denis.
Una obra cumbre de esta administración quedó al servicio de los bellvillenses en la noche del pasado 15 de noviembre de 2007.
Casi 20 mil personas se dieron cita en el nuevo espacio urbano creado por el puente, sus obras secundarias y la avenida Costanera Norte para celebrar el acontecimiento, disfrutar del espectáculo de fuegos artificiales y del show de Sergio Denis.

El puente de la Historia representa un avance urbanístico considerable, puesto que une los sectores noreste y noroeste de la ciudad comunicando al bulevar Ascasubi con la avenida Costanera Norte a la altura de las calles San Luis (al este) e Intendente Malén (al oeste).
Esta nueva vía de comunicación sobre el río agilizará el tránsito vehicular entre populosas barriadas de Bell Ville, cuyos habitantes estaban condicionados por la traza del río al momento de desplazarse.
Además, esta importante obra vial adquiere una trascendencia histórica y cultural innegable: sus arcos reproducen los que tenía el antiguo puente Sarmiento, inaugurado por el presidente del mismo nombre en 1870 y que fuera desguazado al construirse el actual, en 1962.
Parte de esa estructura metálica fue construida con los restos del viejo puente, que se encontraban dispersos en distintos puntos de la ciudad.
Por otra parte, en el acceso oeste se ha construido la denominada Plazoleta de la Reconstrucción, en la que se erige una réplica de la estatua de la Libertad (en la fotografía) que estuvo en el centro de la plaza 25 de Mayo hasta mediados de la década del '30 del siglo pasado.

## Barrios
La ciudad cuenta con 27 barrios:
| Sector Norte - Villa Carlitos - Renacer - Sarmiento - Barrio Jardín - San Jerónimo - Portal del Río - Fátima - El Rosedal - Ctalamochita - Country - Barrio Estación Sector Este - Ascasubi Oeste - Ascasubi Este - Soldado Allende - Rubén Márquez - Veinte de junio | Sector Sur - Maipú - Malvinas Argentinas - Artemio Arán - Jockey Club - Tierras Emilio - Praderas del Sur | Sector Oeste - Abraham Haedo Oeste - Francisco Tau - Campo de Mayo - Campos del Oeste - Solares del Tercero - Altos del Molino |

## Personas notables
- Mario Alberto Kempes: exfutbolista, ex entrenador y actual comentarista argentino. Jugaba de delantero, siendo apodado «El Matador» por la facilidad que tenía para el gol. Fue el conductor de la selección argentina que ganó la Copa Mundial de Fútbol de 1978, siendo el máximo goleador y mejor jugador del campeonato.
- Pedro Cachín: tenista profesional. Ocupó el top 50 del ranking mundial y ganó un torneo ATP en el año 2023.
- Mauricio Caranta: exfutbolista, de posición arquero.
- Hernán Barcos: futbolista, de posición delantero.
- Christian Dutto: fue un golfista entre los años 1950 y 1986. Alias «El Flecha», era conocido por su golpe con efecto. A nivel nacional tuvo un récord de 77 victorias seguidas.
- Luis Luciano Barrera: músico sinfónico, cuyo instrumento es el corno francés.
- Marcelo "Fabián Show" Pereyra: cantante de cuarteto y de gran relevancia gracias al programa "Sin Codificar".
- Luciano "FORG1" Forgione: Streamer de CS:GO

## Galería de imágenes

### Actuales

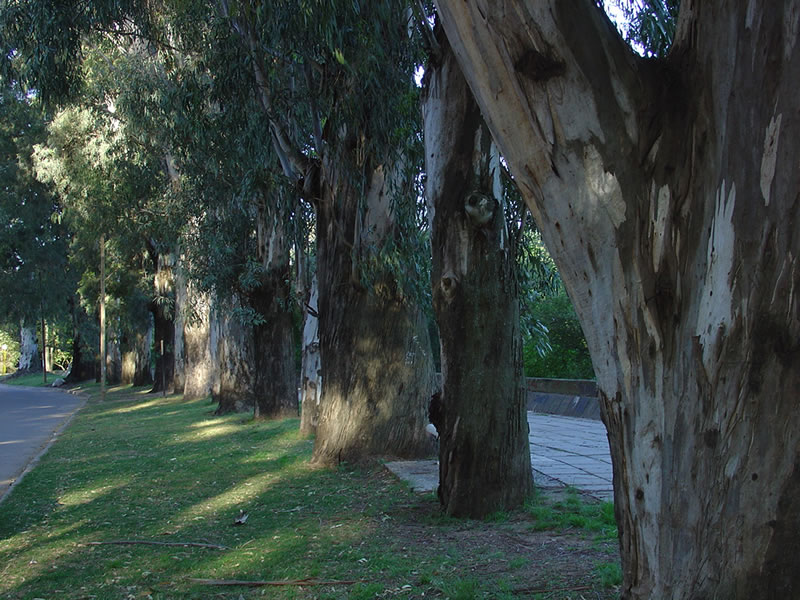
Costanera norte sobre el río Tercero
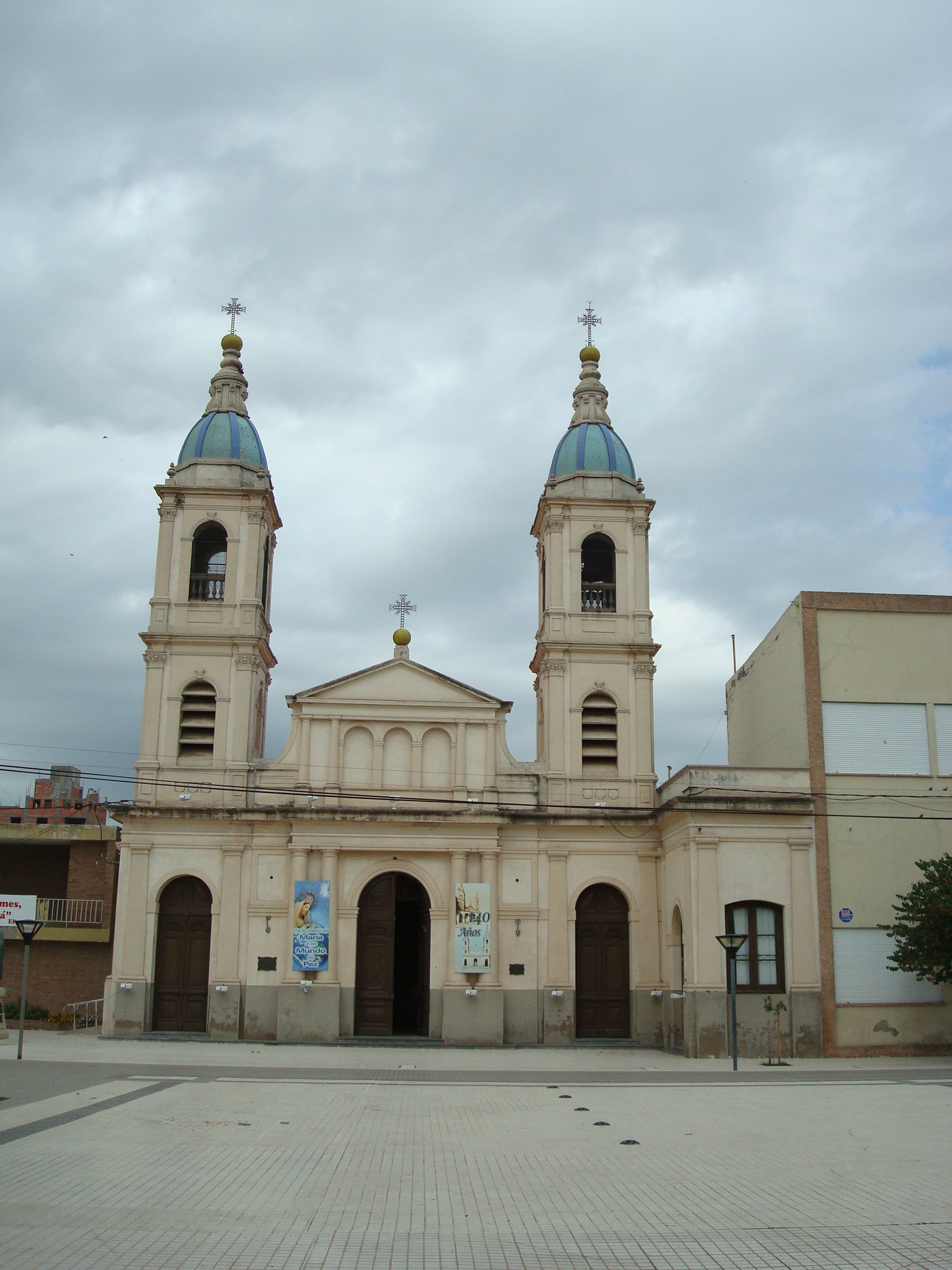
Iglesia de la Inmaculada Concepción
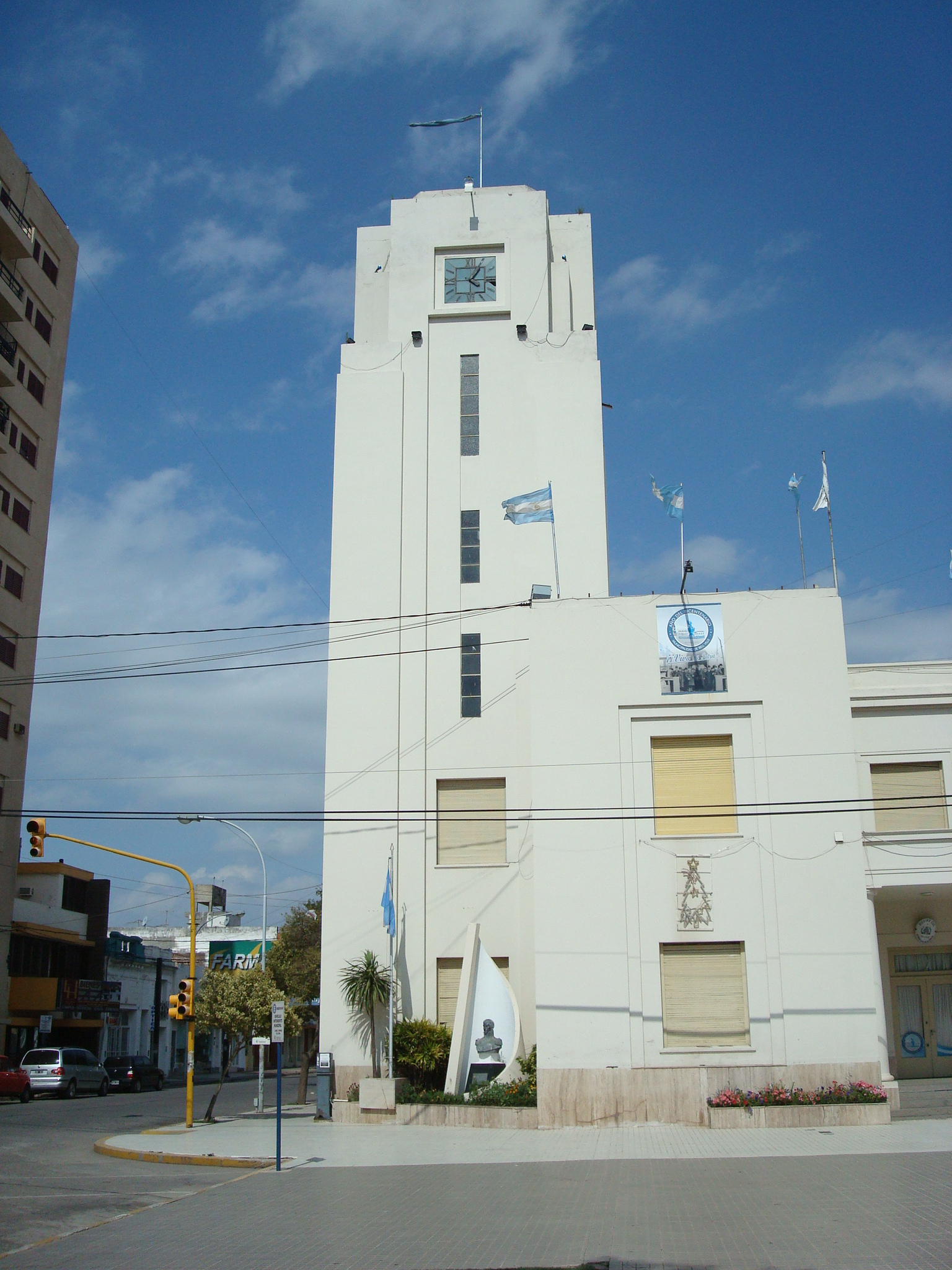
Palacio municipal
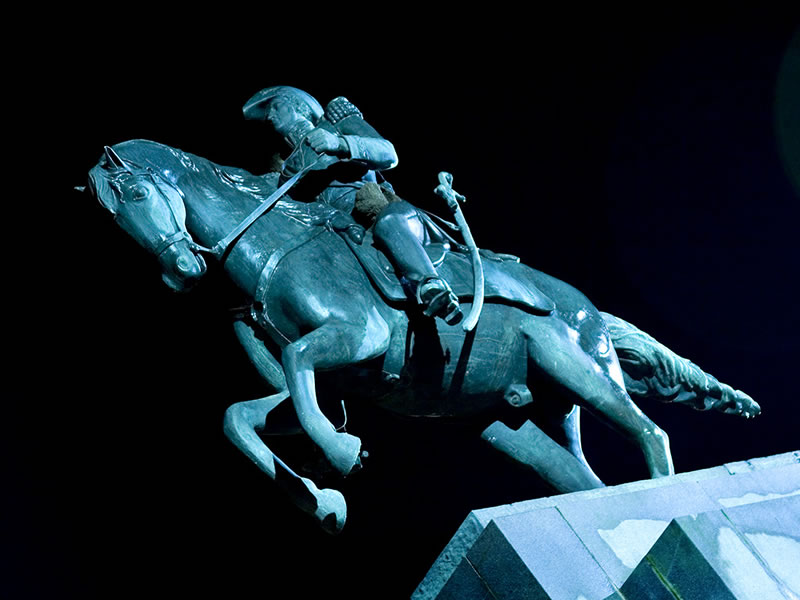
Monumento ecuestre al general José de San Martín, en la plaza Veinticinco de Mayo
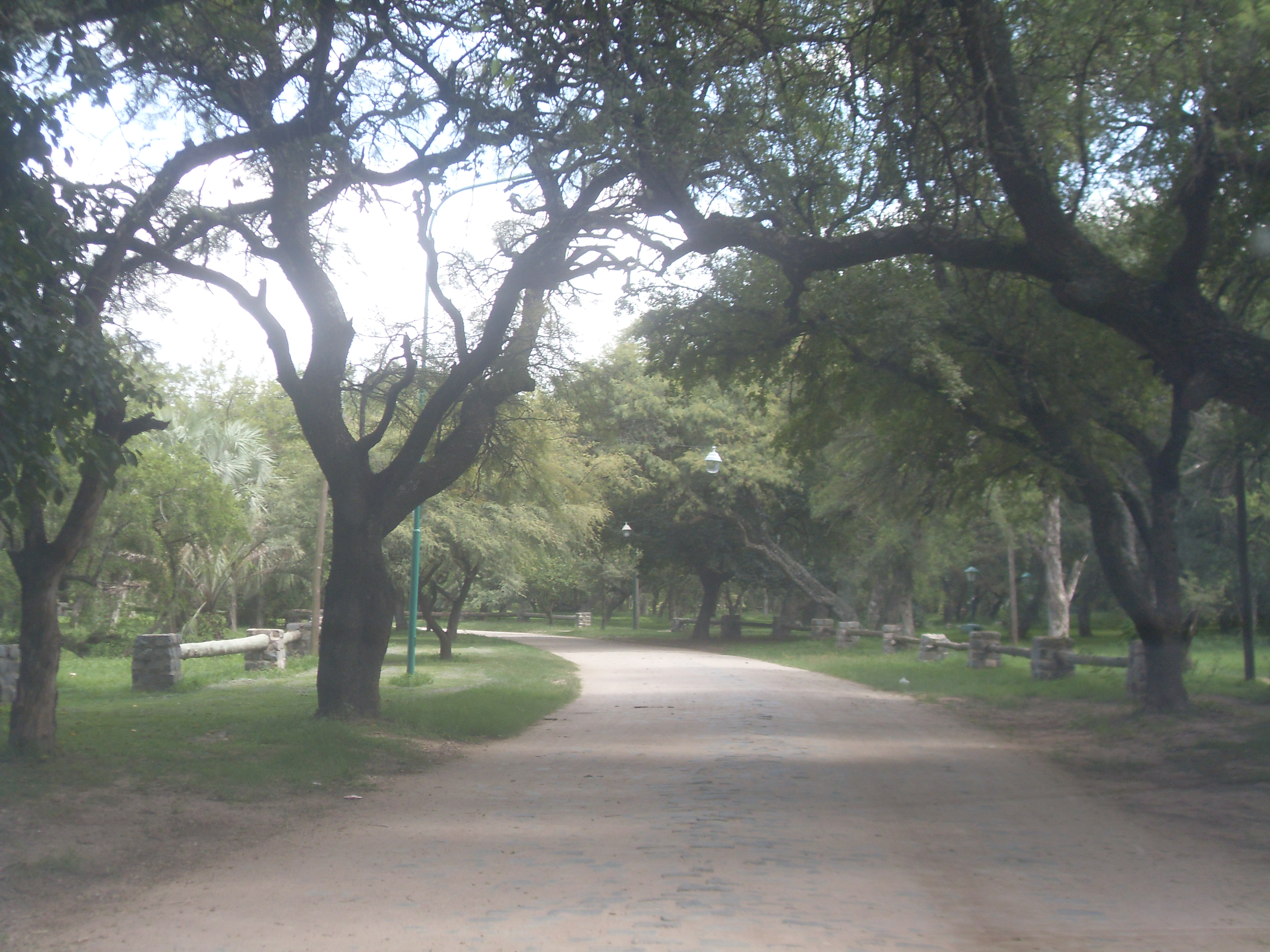
Calle dentro del parque
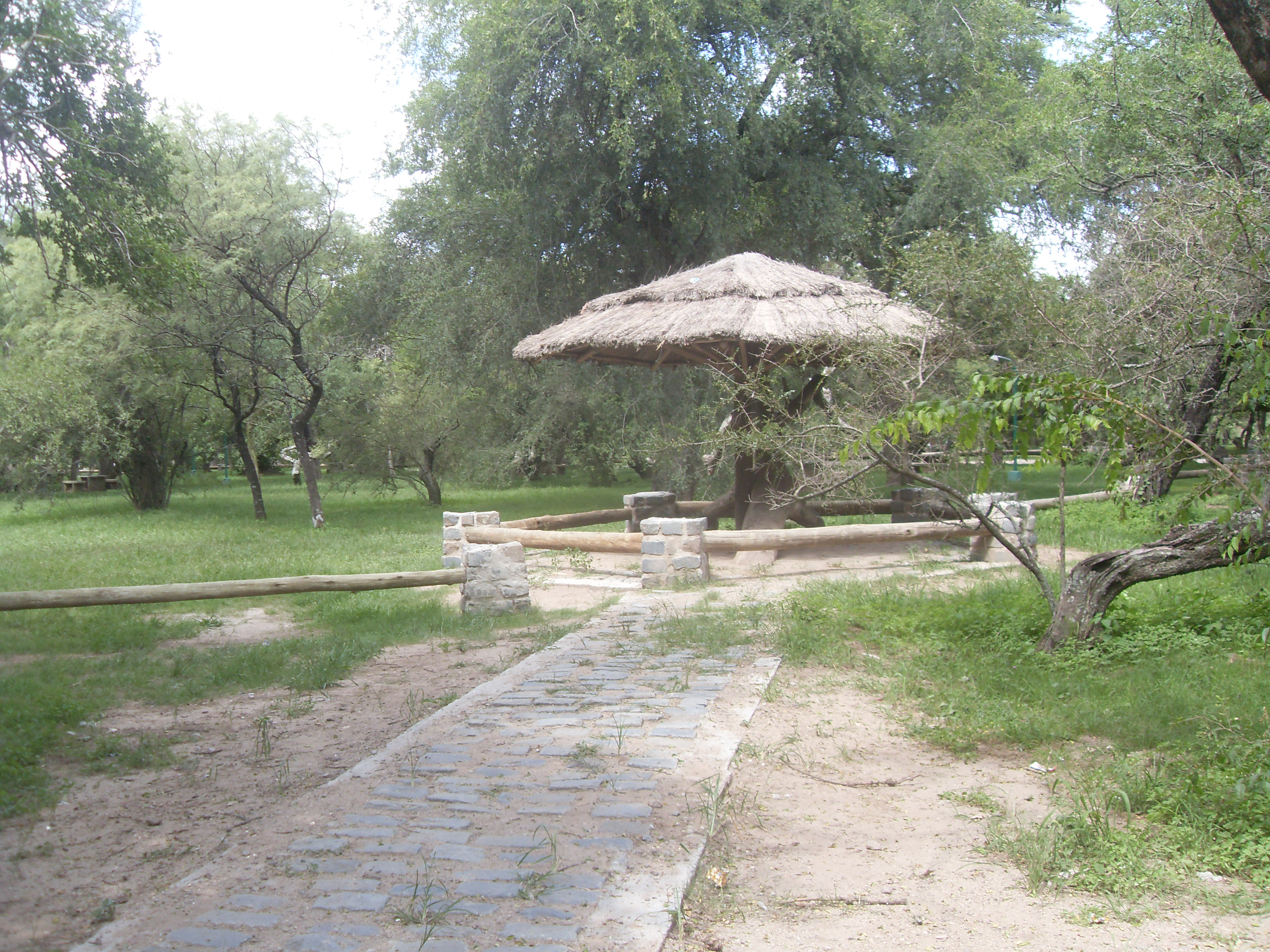
Árbol tallado por un artista local

### Históricas
Fotos: Casa Dauria Hnos. (circa 1957)

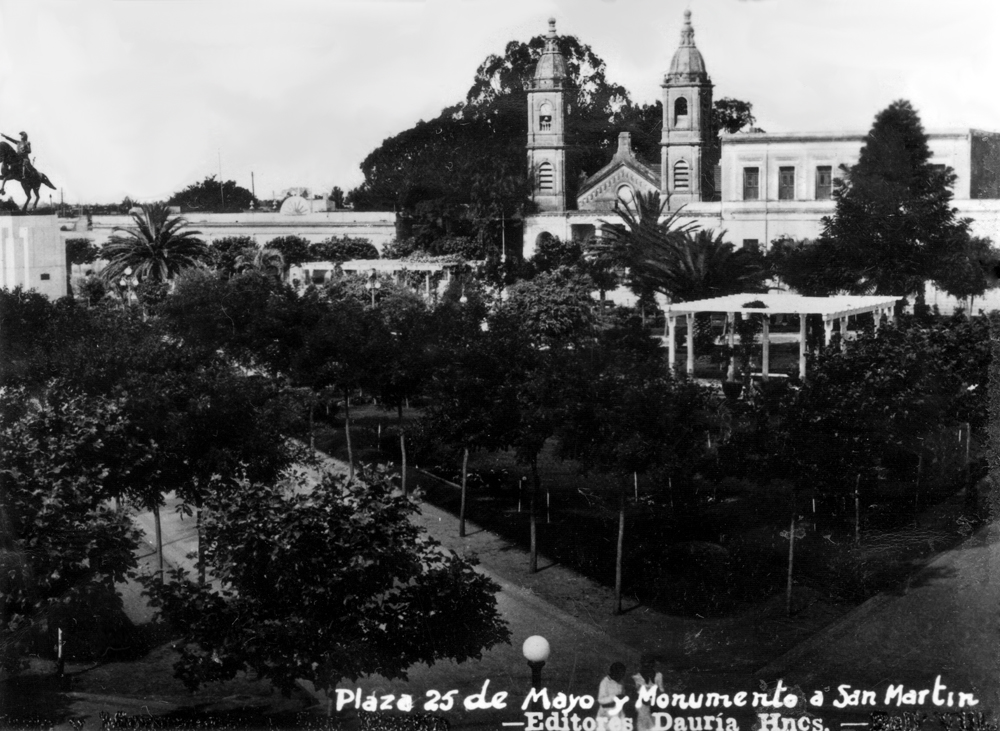
Plaza Veinticinco de Mayo
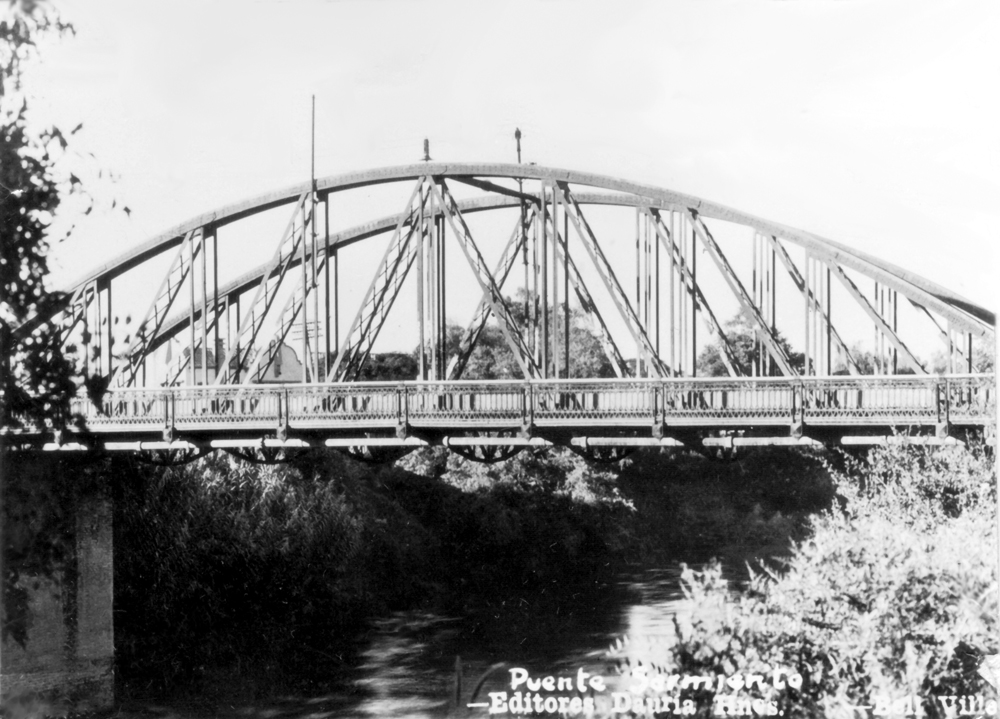
Puente inaugurado por el presidente Sarmiento en 1871
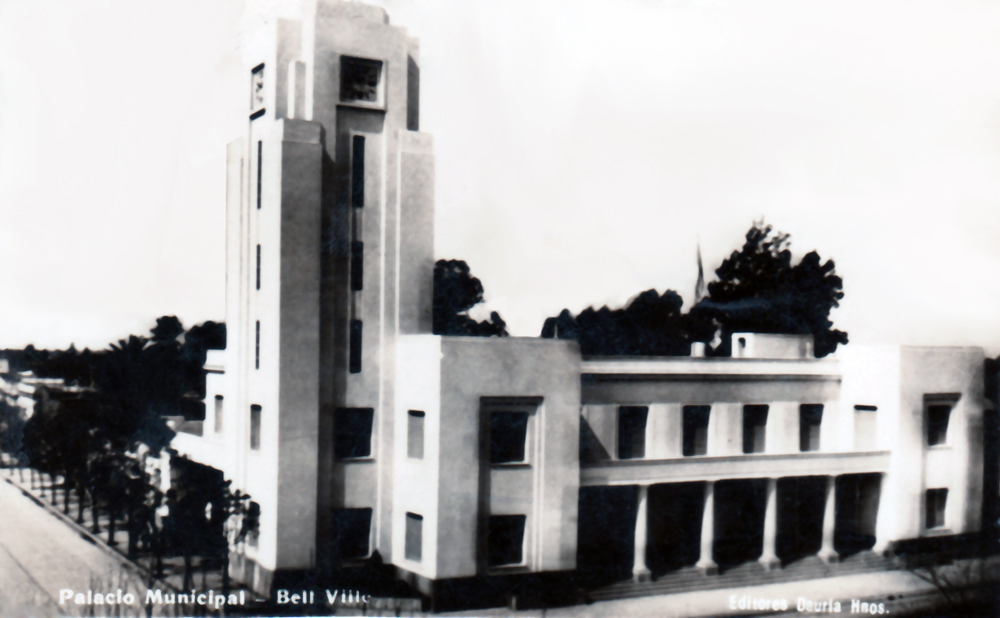
Palacio municipal
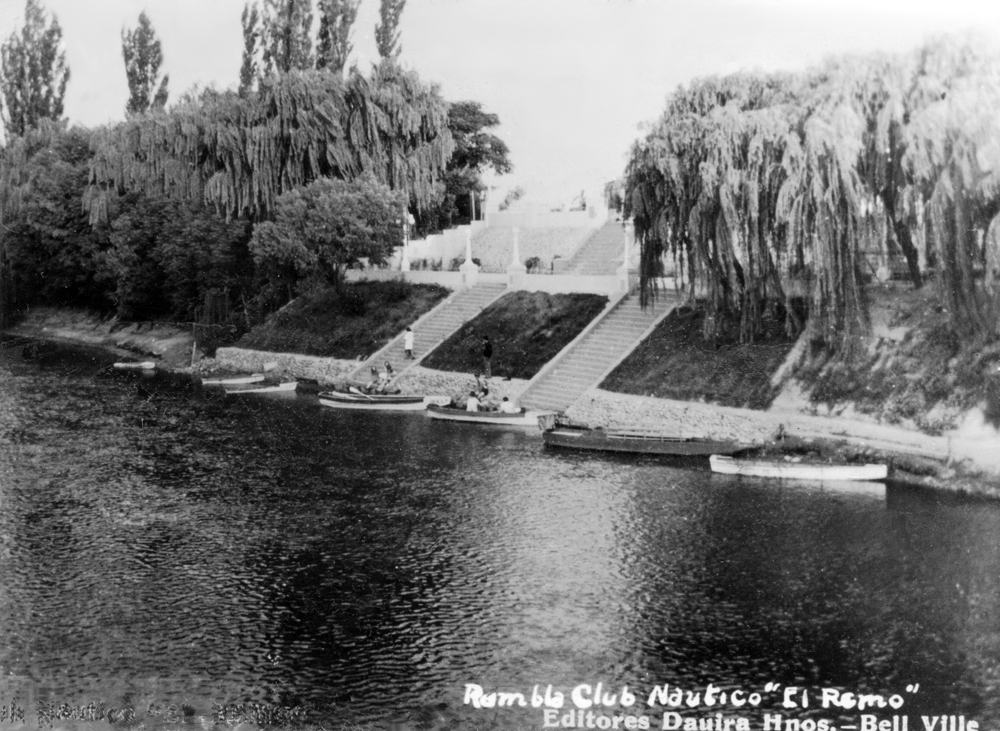
Antiguo club náutico sobre el río Tercero
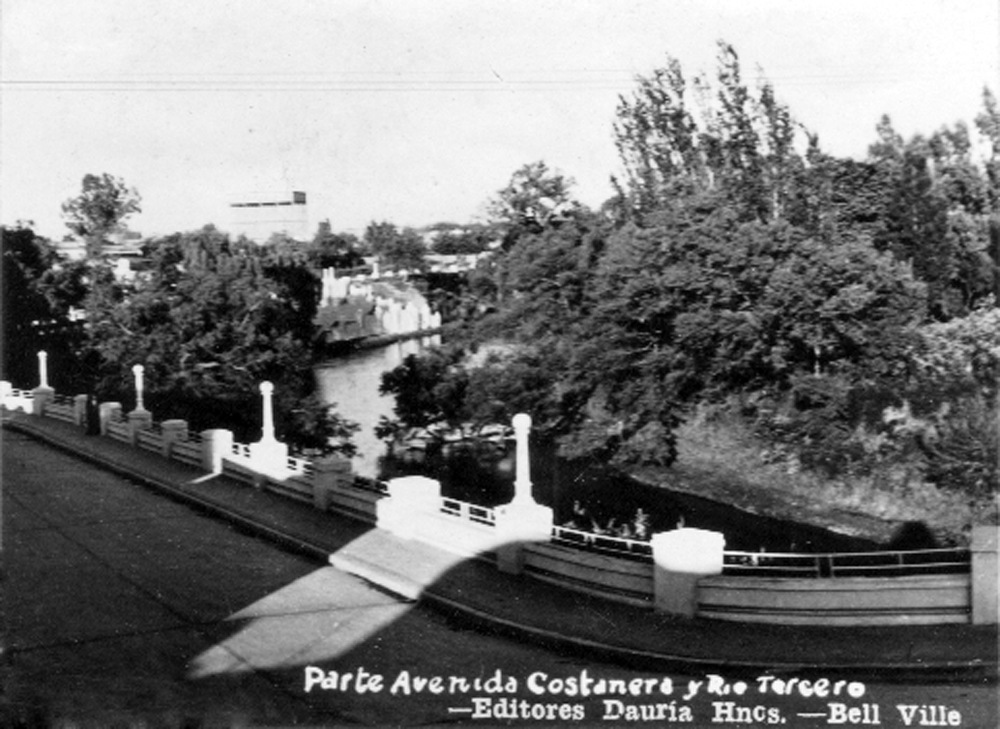
Costanera sobre el río Tercero (desde el sur)
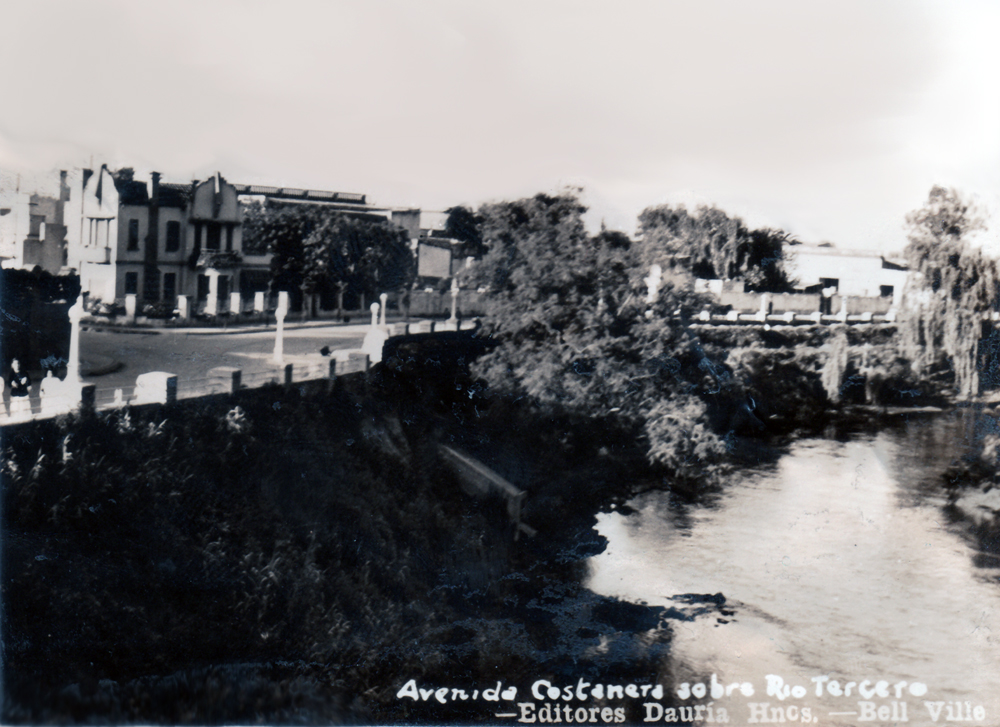
Costanera sobre el río Tercero (desde el norte)

## Ciudades hermanas
Los convenios de hermandad se establecen con el propósito de promover la cooperación y solidaridad entre localidades y regiones que comparten características, relaciones históricas o problemas comunes.
- Yongkang,  China (2004)
- Bricherasio,  Italia (1998)

## Parroquias de la Iglesia católica en Bell Ville
| Diócesis   | Villa María                                                               |
| ---------- | ------------------------------------------------------------------------- |
| Parroquias | Inmaculada Concepción, Nuestra Señora de Fátima, Sagrado Corazón de Jesús |